# Óder
El Óder u Odra (en polaco: Odra; en alemán: Oder; en checo: Odra; en bajo sórabo: Odra) es un importante río de la Europa Central que nace en la República Checa. Tras fluir (generalmente en dirección norte y noroeste) por el oeste de Polonia y formar durante 187 km la actual frontera entre Polonia y Alemania (parte de la línea Óder-Neisse), desemboca en la laguna de Szczecin y luego, a través de tres ramales (Dziwna, Świna y Peenestrom), desagua finalmente en la bahía de Pomerania (Stettiner Haff), en el mar Báltico.
Administrativamente, discurre por las regiones checas de Olomouc y Moravia-Silesia, por los voivodatos polacos de Silesia, Opole, Baja Silesia (y su capital, Breslavia), Lubusz y Pomerania Occidental y es frontera de los estados alemanes de Brandeburgo y Mecklemburgo-Pomerania Occidental.
El río Óder tiene una longitud de 866 km, aunque el curso más largo de su cuenca, que alcanza los 1045 km, corresponde al sistema Óder-Varta, ya que uno de sus afluentes, el río Varta, casi le iguala en longitud (808 km). Durante los últimos 150 años, los trabajos de corrección del cauce han reducido la longitud del Óder desde 1040 km a los actuales 866 km. Drena una amplia cuenca de 118 861 km², de los que 106 056 km² se encuentran en Polonia (89 %), 7217 km² en Chequia (6 %) y 5587 km² en Alemania (5 %). En 1997 tuvo lugar la última gran inundación del Óder, que entre otras ciudades dañó gravemente a Breslavia.
Sus principales afluentes son el ya citado Varta y los ríos Bóbr (272 km), Neisse (252 km), Nysa Kłodzka (182 km), Barycz (139 km), Mała Panew (132 km), Ina (126 km) y Widawa (110 km).

## Etimología
El Óder es conocido por varios nombres en diferentes idiomas, pero los más modernos son muy similares: en inglés y en alemán, Óder; en checo, polaco y bajo sorabo, Odra; en alto sorabo, Wódra; en casubio: Òdra). En latín medieval: Od(d)era y en latín renacentista: Viadrus (un vocablo inventado en 1534).
El antiguo geógrafo Claudio Ptolomeo en la localización del actual Óder sitúa un río Συήβος (Suebos, en latín: Suevus, a partir del nombre de la tribu de los suevos), que se asemeja al moderno nombre del Świna, el canal principal que conecta la laguna de Szczecin con el mar Báltico. Una boca llamada Οὐιαδούα (o Οὐιλδούα, por la similitud gráfica de la Α y la Λ), y por lo tanto, en latín Viadua o Vildua, se localiza por él a un tercio de distancia entre el Suebos y el Vístula, y que tal vez corresponda con el moderno Wieprz.
En antiguo eslavo eclesiástico, el nombre del río es Vjodr.

## Historia
El río era conocido por los romanos como el Viadrus o Viadua en latín clásico, que aunque localizado en la Germania Magna ya era una rama de la ruta del ámbar que iba desde el Báltico hasta el Imperio romano (ver vía romana). En lengua alemana fue, y se llama, el Oder, escrito en los documentos más antiguos como Odera o Oddera en los documentos latinos medievales. Se le menciona en el Dagome iudex, que describe el territorio del Ducado de Polonia bajo el gobierno de Mieszko I de Polonia ca. 990, como parte de la frontera occidental de los ducados.
Antes de que los eslavos se establecieran a lo largo de sus orillas, el Óder ya era una ruta comercial importante y están documentadas ciudades en Germania junto con muchas tribus que vivían entre los ríos Albis (también conocido como Elba), Óder y Vístula. Siglos más tarde, después de que las tribus germánicas se hubieran ido, el Geógrafo Bávaro (ca. 845) hace referencia a los siguientes pueblos eslavos occidentales: Sleenzane, Dadosesani, Opoloni, Lupiglaa y Gоlеnsizi en Silesia, y Wolinians y Pyrzycans en Pomerania Occidental. Un documento del obispado de Praga (1086) menciona Zlasane, Trebovyane, Poborane y Dedositze en Silesia.
En el siglo XIII se construyeron las primeras presas para proteger las tierras agrícolas.
El canal de Finow, construido inicialmente en 1605, conecta el Óder y el Havel. Después de la terminación en 1914 del canal de Óder-Havel, más recto, su relevancia económica decreció.
Las primeras acciones para mejorar la vía navegable fueron por iniciativa de Federico el Grande, que recomendó el desvío del río en un nuevo y recto canal en el tramo pantanoso de las tierras conocidas como Oderbruch cerca de Küstrin. El trabajo se llevó a cabo entre 1746-1753: una gran extensión de marismas fueron convertidas en tierras de cultivo, un desvío considerable fue excavado y la corriente principal se confinó en un canal.
A finales del siglo XIX se hicieron tres modificaciones adicionales para hacer la vía navegable:
- canalización del curso principal en Breslavia, y desde la confluencia del Glatzer Neisse hasta la desembocadura del canal Klodnitz, una distancia de más de 80 km. Estas obras de ingeniería se completaron en 1896;
- construcción del canal Óder-Spree durante 1887-1891 para conectar los dos ríos nombrados;
- profundización y regulación de la boca y curso inferior de la corriente.

Por el Tratado de Versalles (1919) la navegación en el Óder sería administrada por la Comisión Internacional del Óder. Según los artículos 363 y 364 del tratado, Checoslovaquia tenía derecho a arrendar en Stettin (ahora Szczecin) su propia sección en el puerto, entonces llamada Tschechoslowakische Zone im Hafen Stettin. El contrato de arrendamiento entre Checoslovaquia y Alemania, supervisado por el Reino Unido, fue firmado el 16 de febrero de 1929, y terminaría en el año 2028, sin embargo, después de 1945, Checoslovaquia no recuperó esa situación jurídica, de facto abolida en 1938-1939.
En la Conferencia de Teherán de 1943, los aliados decidieron que la nueva frontera oriental de Alemania correría a lo largo del Óder pero después de la Segunda Guerra Mundial, el Óder y el Lusatian Neisse formaron la línea Óder-Neisse, que fue designada por los aliados victoriosos en la Conferencia de Potsdam como la nueva frontera entre Polonia y Alemania. Un porcentaje significativo de la población alemana al este de estos dos ríos fueron evacuados por la Alemania nazi o huyeron antes de que el Ejército Rojo se acercase. Después de la guerra, la población restante fue expulsada por la fuerza de acuerdo con el Acuerdo de Potsdam. Alemania Oriental confirmó la frontera con Polonia en 1950, aunque Alemania Occidental, después de un período de rechazo, solamente aceptó esa frontera en 1970. En 1990 la recién reunificada Alemania y la República de Polonia firmaron un tratado que lo reconoce como su frontera.

## Geografía
El Óder tiene una longitud de 866 km: 112 km en Chequia, 742 km en Polonia (incluyendo los 187 km de la frontera entre Alemania y Polonia) y es el segundo río más largo en Polonia (después del Vístula). Drena una cuenca de 118 861 km², 106 056 km² de los cuales se encuentran en Polonia (89 %), 7217 km² en Chequia (6 %), y 5587 km² en Alemania (5 %). Varios canales lo conectan con los sistemas del Havel, Spree y Vístula y con el Kłodnica. Fluye a través de los voivodatos polacos de Silesia, Opole, Baja Silesia, Lubusz y Pomerania Occidental y los estados alemanes de Brandeburgo y Mecklemburgo-Pomerania Occidental.
La rama principal desemboca en la laguna de Szczecin, cerca de Police. La laguna de Szczecin está bordeada al norte por las islas de Usedom (al oeste) y Wolin (este). Entre estas dos islas, sólo hay un estrecho canal (Świna) que enlaza con la bahía de Pomerania, que es una parte del Báltico.
La ciudad más grande del Óder es Breslavia, en la Baja Silesia.

### Curso

#### Curso en Chequia
El Óder nace a una altitud de 627 m en el macizo montañoso de Nízký Jeseník, un contrafuerte oriental de los Sudetes, en el distrito de Olomouc (en la región de Olomouc) cerca y al este de la ciudad de Olomouc, en la histórica región de Moravia. Se dirige el pequeño arroyo durante un corto tramo hacia el norte, y enseguida vira hacia el este, entrando en la región de Moravia-Silesia, dando inicio a un corto tramo que fue usado como frontera entre las regiones históricas de Moravia y Silesia. El Óder se vuelve cada vez más hacia el ESE, pasando cerca de la pequeña localidad de Klokočůvek, la primera localidad de su curso de solamente algo más de un centenar de habitantes. Llega después a Hermánky (182 hab.) y a Jakubčovice nad Odrou (673 hab.) para alcanzar al poco Odry (7350 hab. en 2015), la pequeña ciudad que le da nombre.
Sigue su avance pasando frente a Jeseník nad Odrou (1882 hab.), donde el Óder vira bruscamente hacia el ENE, en un tramo con muchos y cortos meandros y pequeñas lagunas aluviales a ambos lados del curso abandonadas en épocas de crecidas. Alcanza luego el Óder la pequeña ciudad de Studénka (9792 hab.) y llega pronto a la importante ciudad de Ostrava (297 421 hab. en 2013), capital de la región de Moravia-Silesia. En Ostrava recibe por la margen izquierda al río Opava (de 119 km) y también por la derecha, al río Ostravice (64 km). Pasa luego el Óder por la pequeña Bogumin (22 129 hab.), casi en la frontera con Polonia, localizada en la confluencia, por la derecha, con el río Olza (99 km). Durante un tramo corto de menos de 10 km la corriente de agua hará de frontera, un tramo en el que pasa muy cerca de la ciudad polaca de Chalupki (1694 hab. en 2007). Luego se interna ya en Polonia por la parte sur del voivodato de Silesia.

El Óder en la República Checa
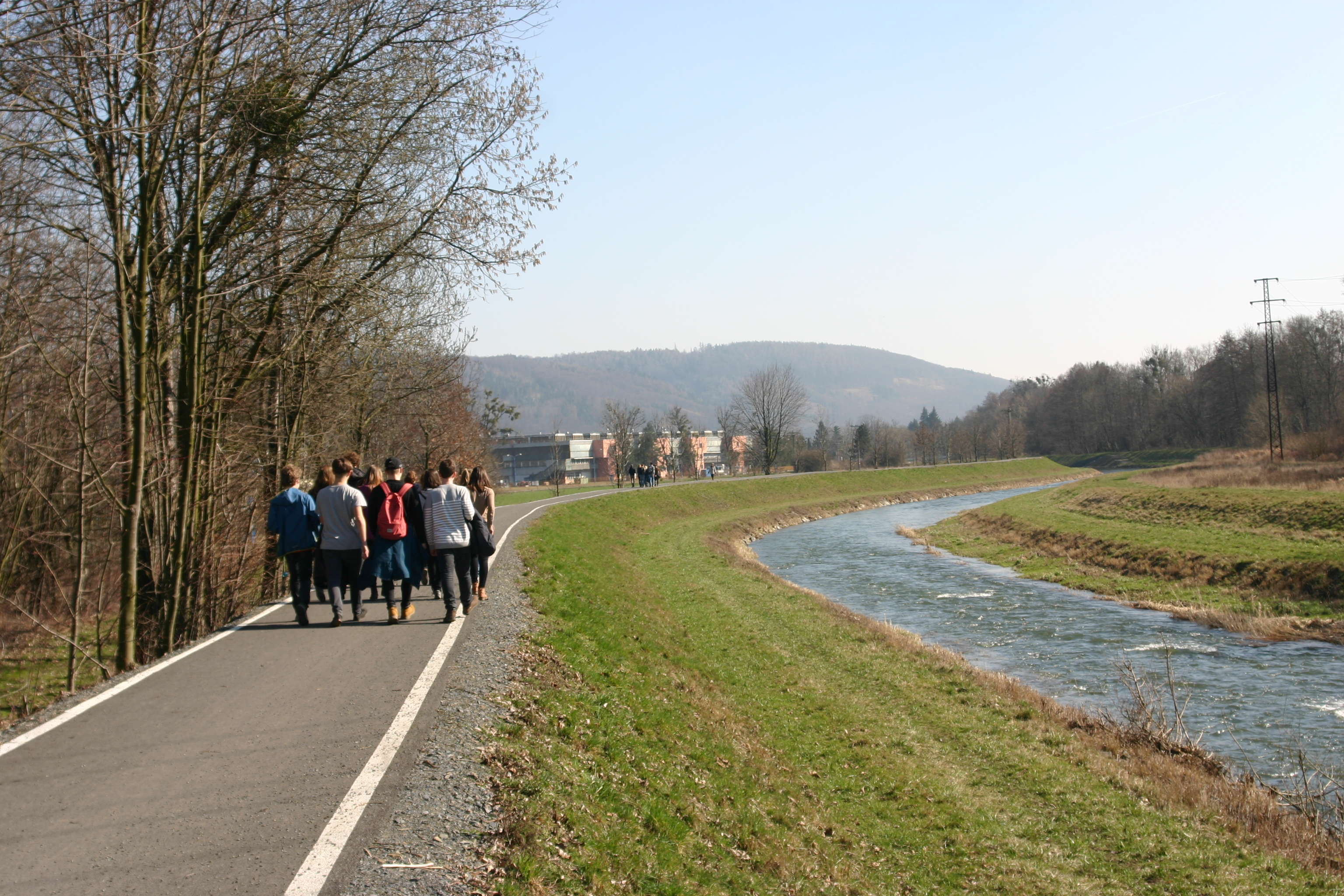
Senda peatonal y ciclista a lo largo del Oder en Odry
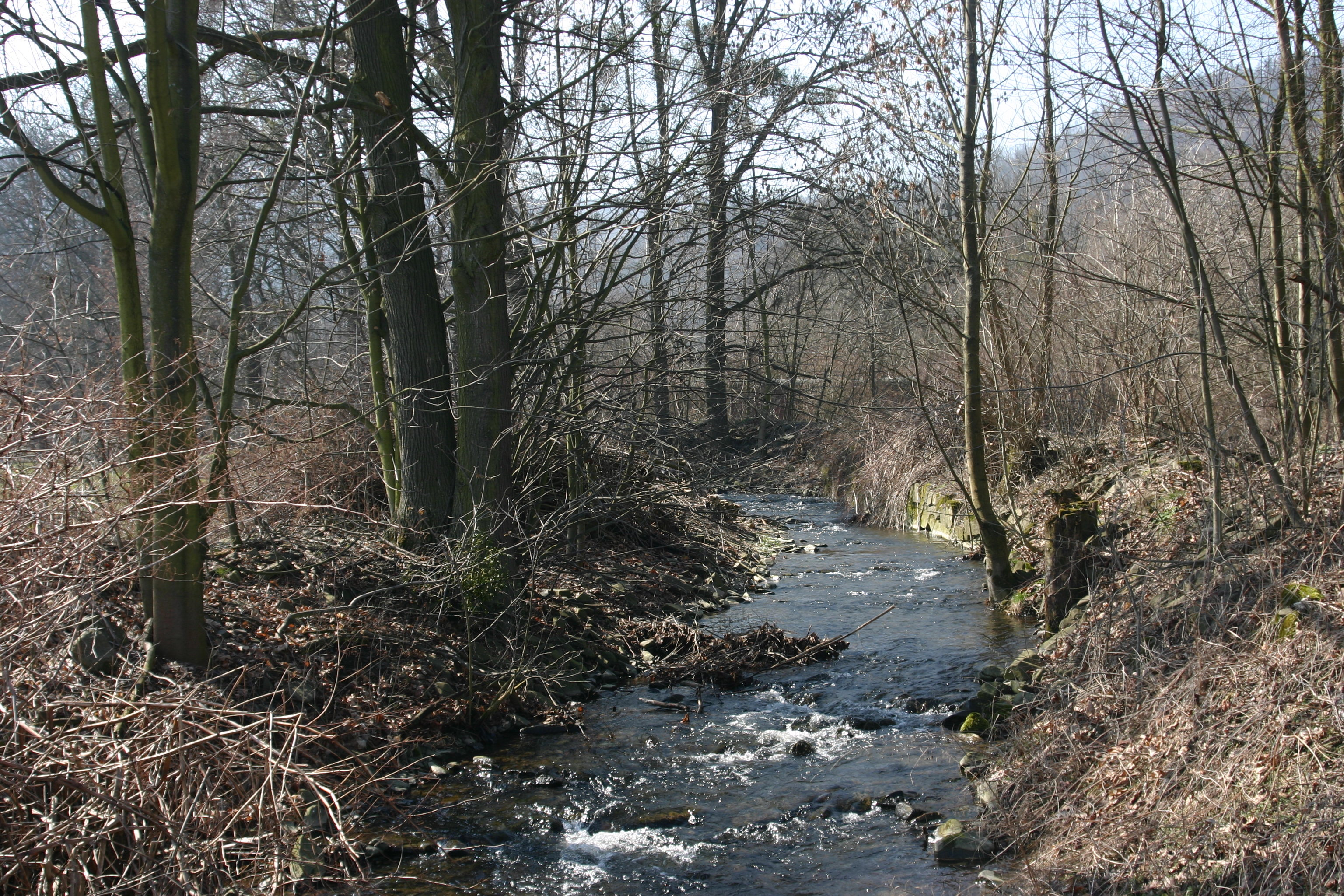
El Óder cerca de Jakubčovice
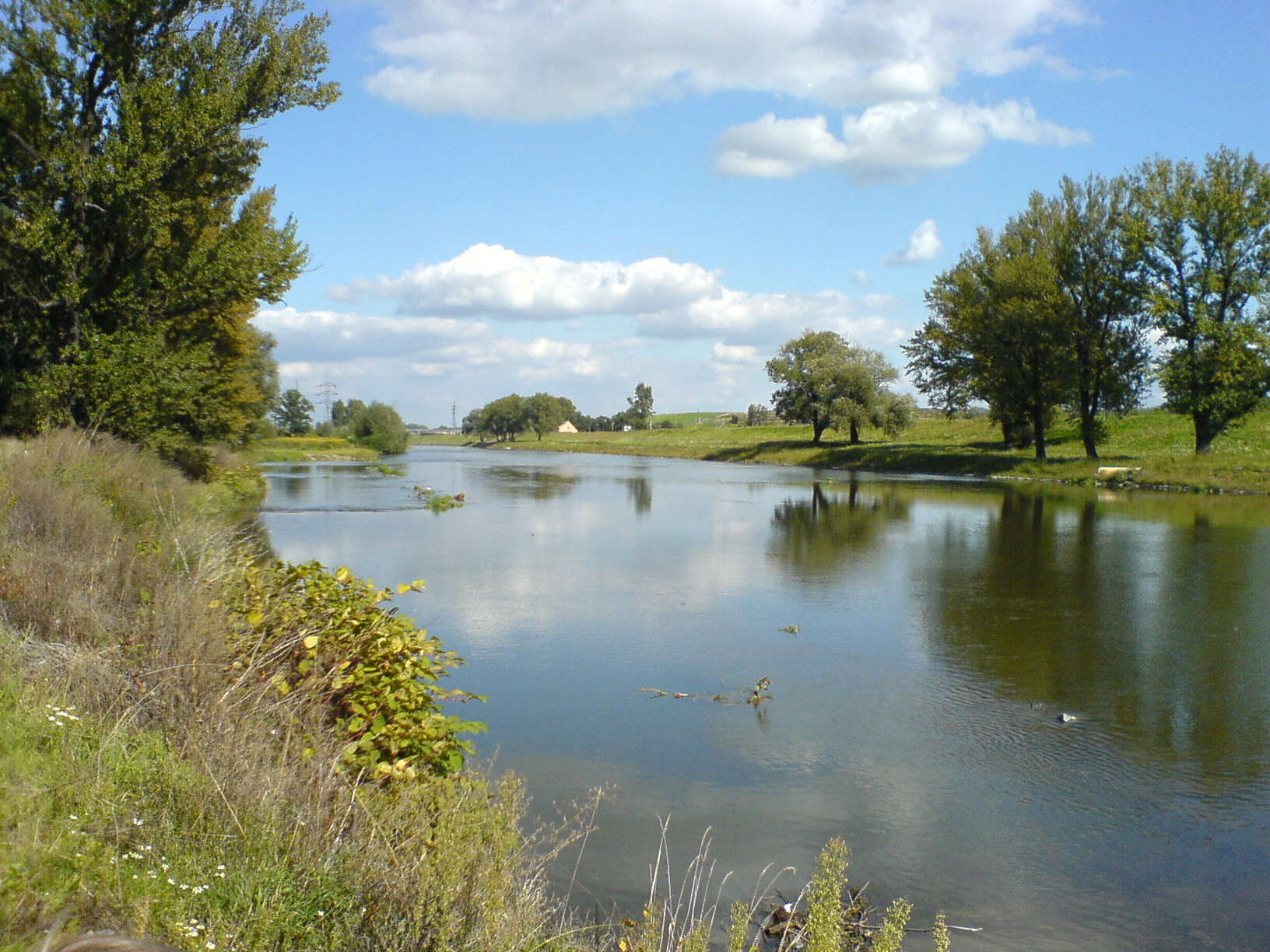
El Óder cerca de Ostrava
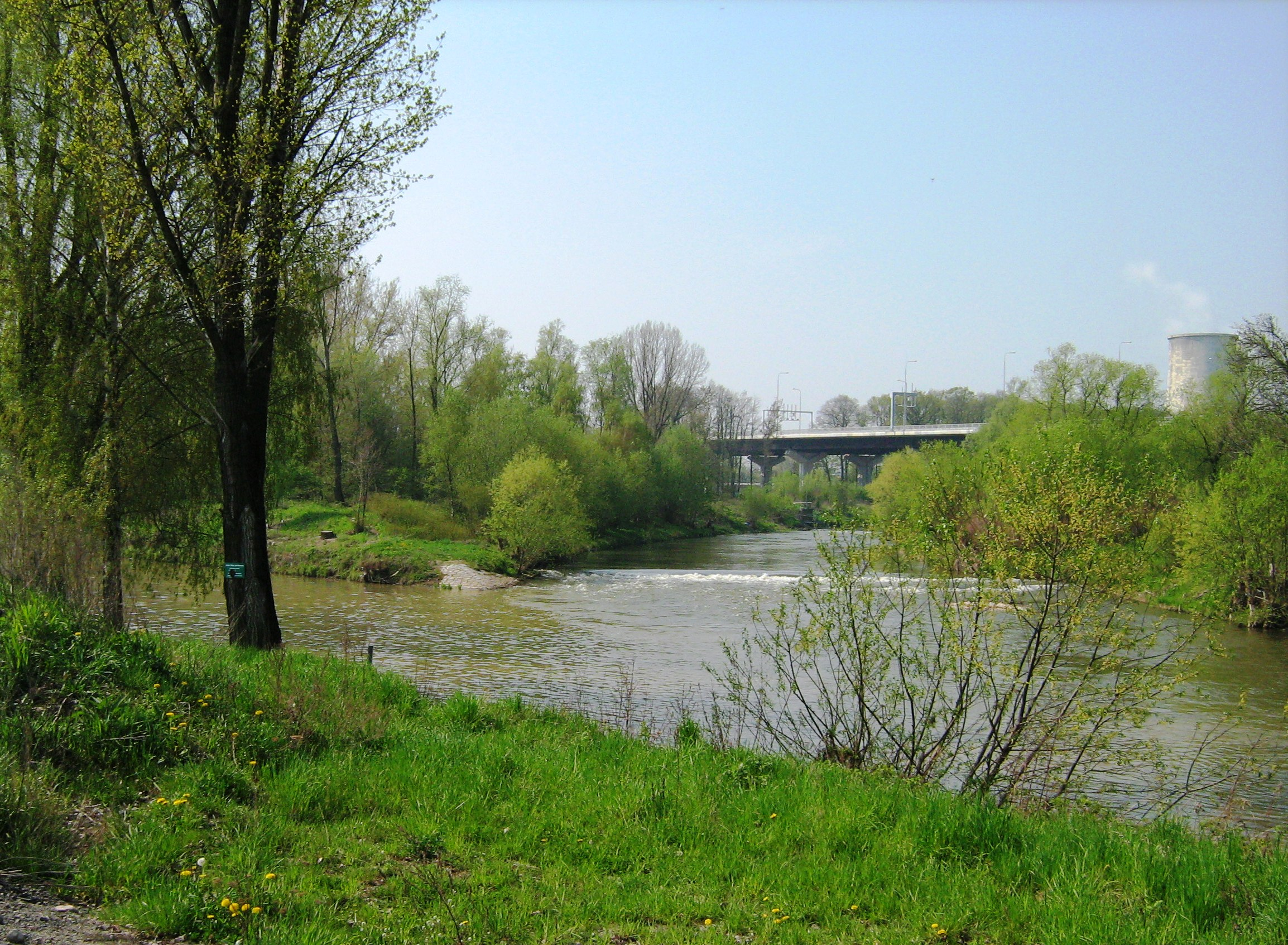
Confluencia del Óder (izqda.) y el Opava (dcha.) en Ostrava
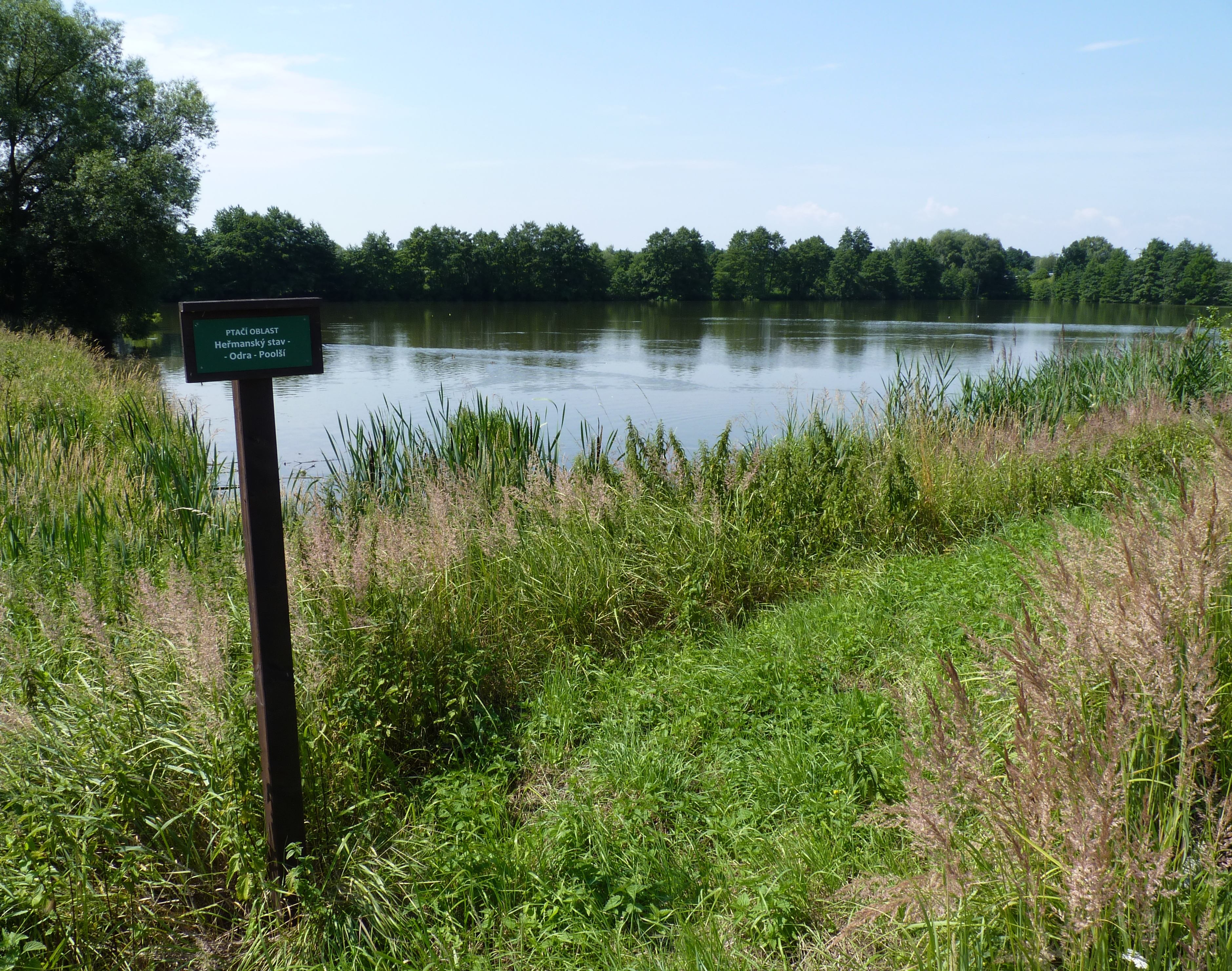
Una de las lagunas laterales abandonadas por el Óder en Rychvald, distrito de Karviná

#### Curso en Polonia
Al entrar en Polonia el Óder se encamina en dirección norte en un valle amplio y de escaso relieve por el que también discurre la carretera 45 y en el que pronto llega a la pequeña ciudad de Racibórz (56 397 hab. en 2012), una de las capitales históricas de la Alta Silesia. Durante un corto tramo será la frontera entre voivodatos, entre Silesia y Opole, en el que luego se adentrará por el sur. Recibe después por la derecha al corto Bierawka (55,5 km), casi frente a la pequeña localidad de Cisek 1485, hab. en 2015). Sigue su avance pasando por Kędzierzyn-Koźle (58 749 hab. en 2015), una pequeña ciudad localizada en la confluencia con el río Kłodnica (75 km), que aborda al Óder por la izquierda. Sigue después por las pequeñas ciudades de Zdzieszowice (13 127 hab. en 2007) y Krapkowice (17 840 hab. en 2007), emplaza en la confluencia por la izquierda con el río Osobłoga (65,5 km). Alcanza después la importante ciudad de Opole (119 465 hab. en 2015), la capital del voivodato. Al salir de Opole recibe por la margen derecha al Prószkowski Potok (40,8 km) y luego al Mała Panew (132 km).
Sigue el Óder su avance en dirección noroeste y tras recibir por la izquierda al Nysa Kłodzka (181,7 km) y por la derecha al Stobrawa (78,1 km), llega a la ciudad de Brzeg (36 675 hab. en 2015), para entrar al poco en el voivodato de Baja Silesia. Llega enseguida a la pequeña ciudad de Oława (32 356 hab. en 2014), donde recibe por la margen izquierda al homónimo río Oława (91,7 km).

El Óder en Polonia antes de Breslavia
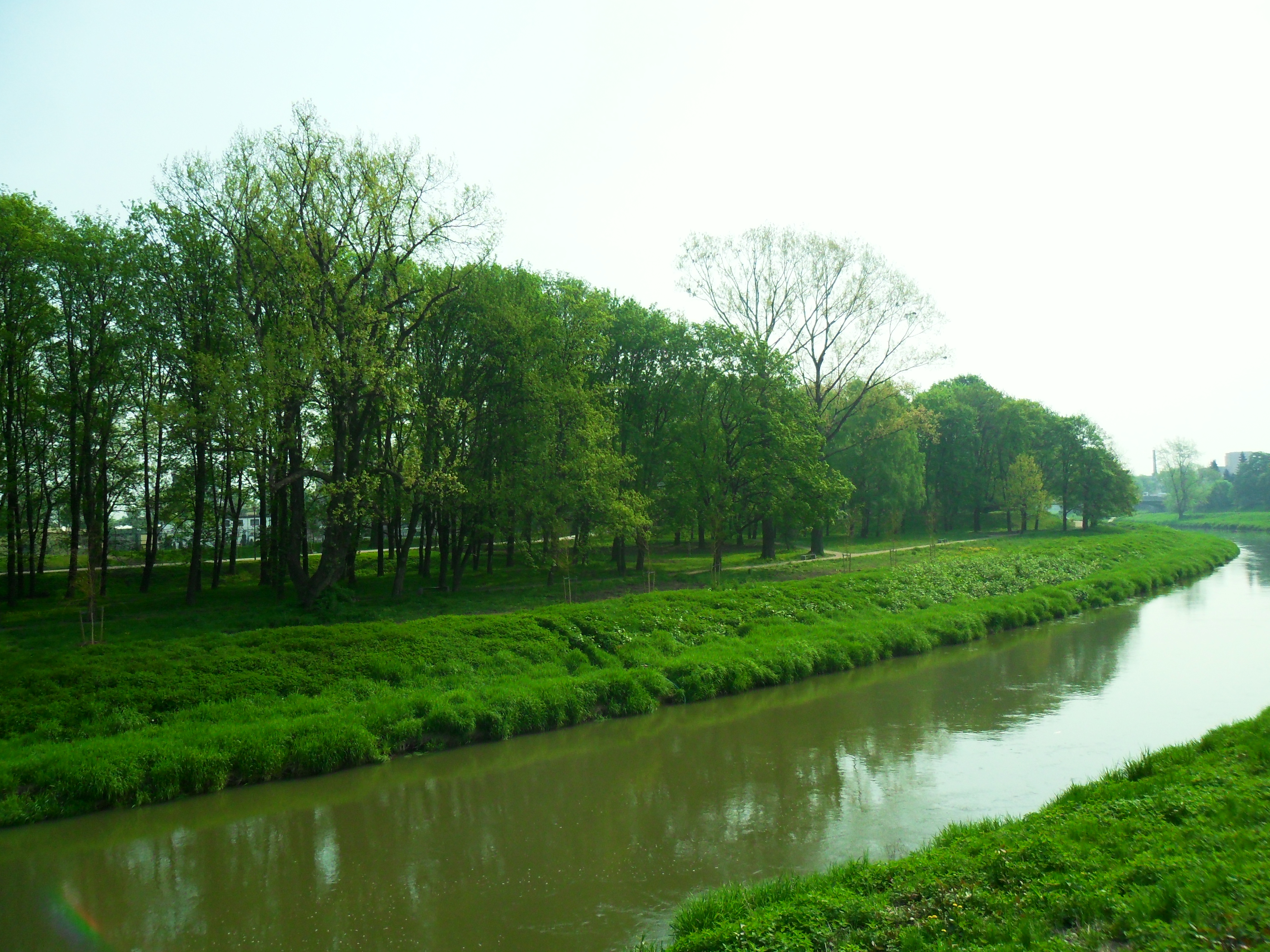
El Óder cerca de Racibórz
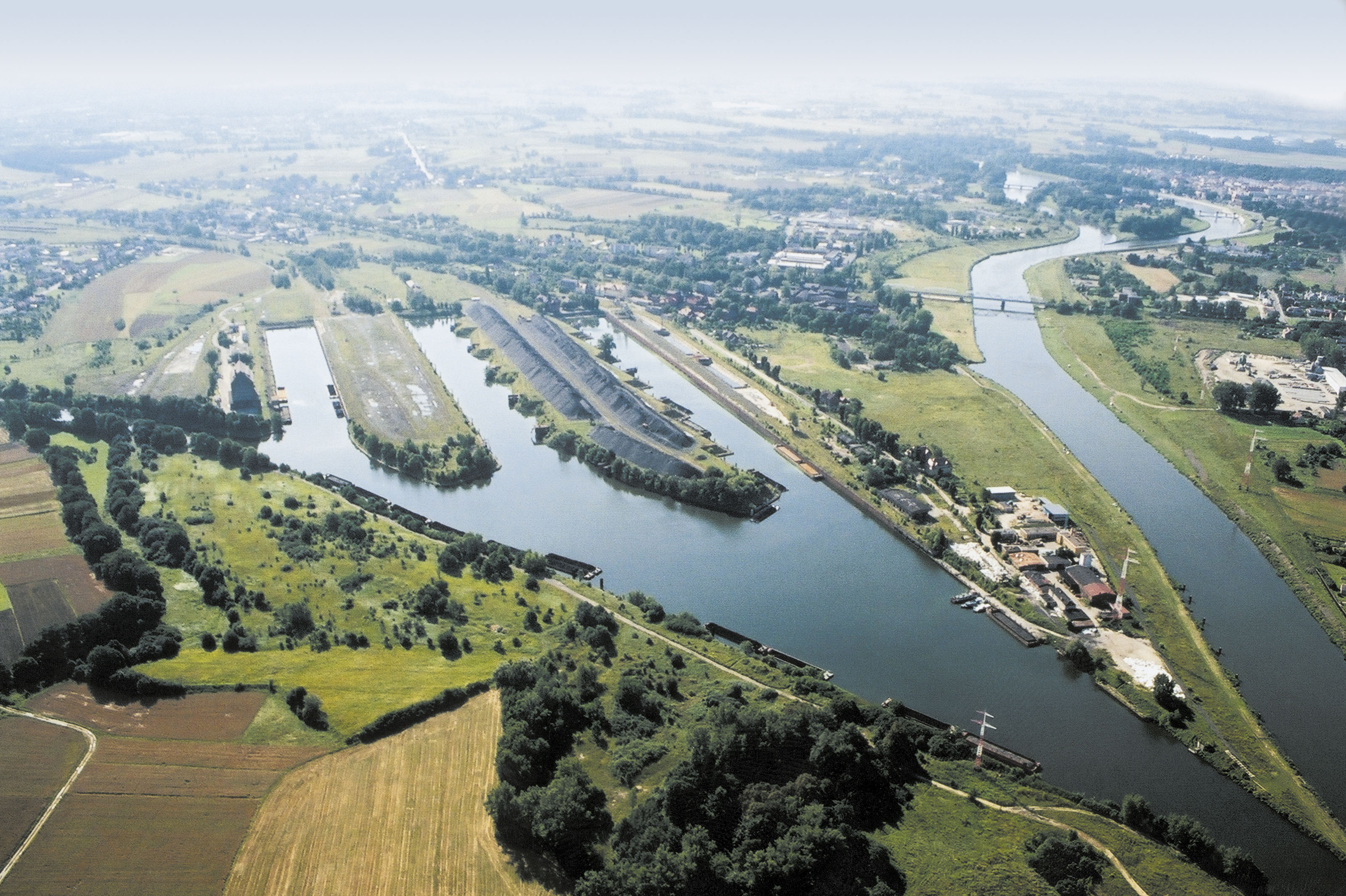
El puerto de Kózle, en Kędzierzyn-Koźle. La imagen muestra la boca del canal de Gliwice.
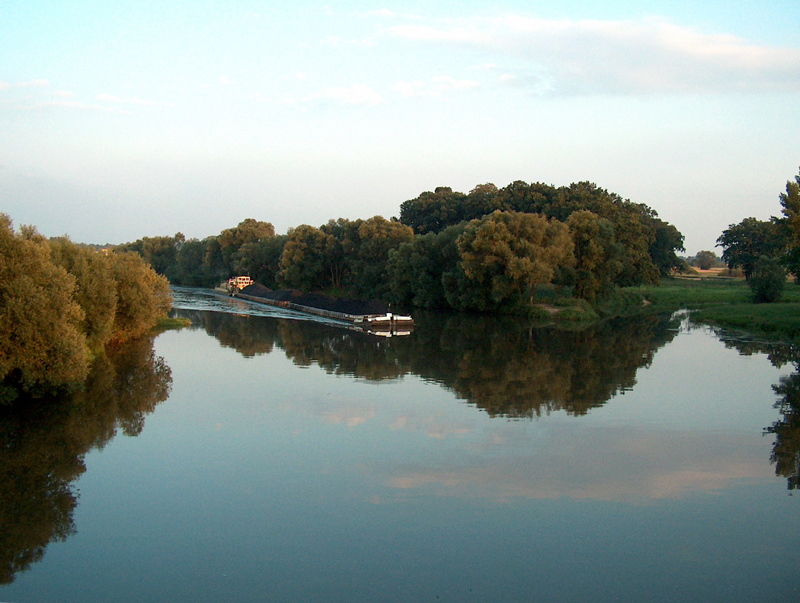
Confluencia del Óder y el Osobloga
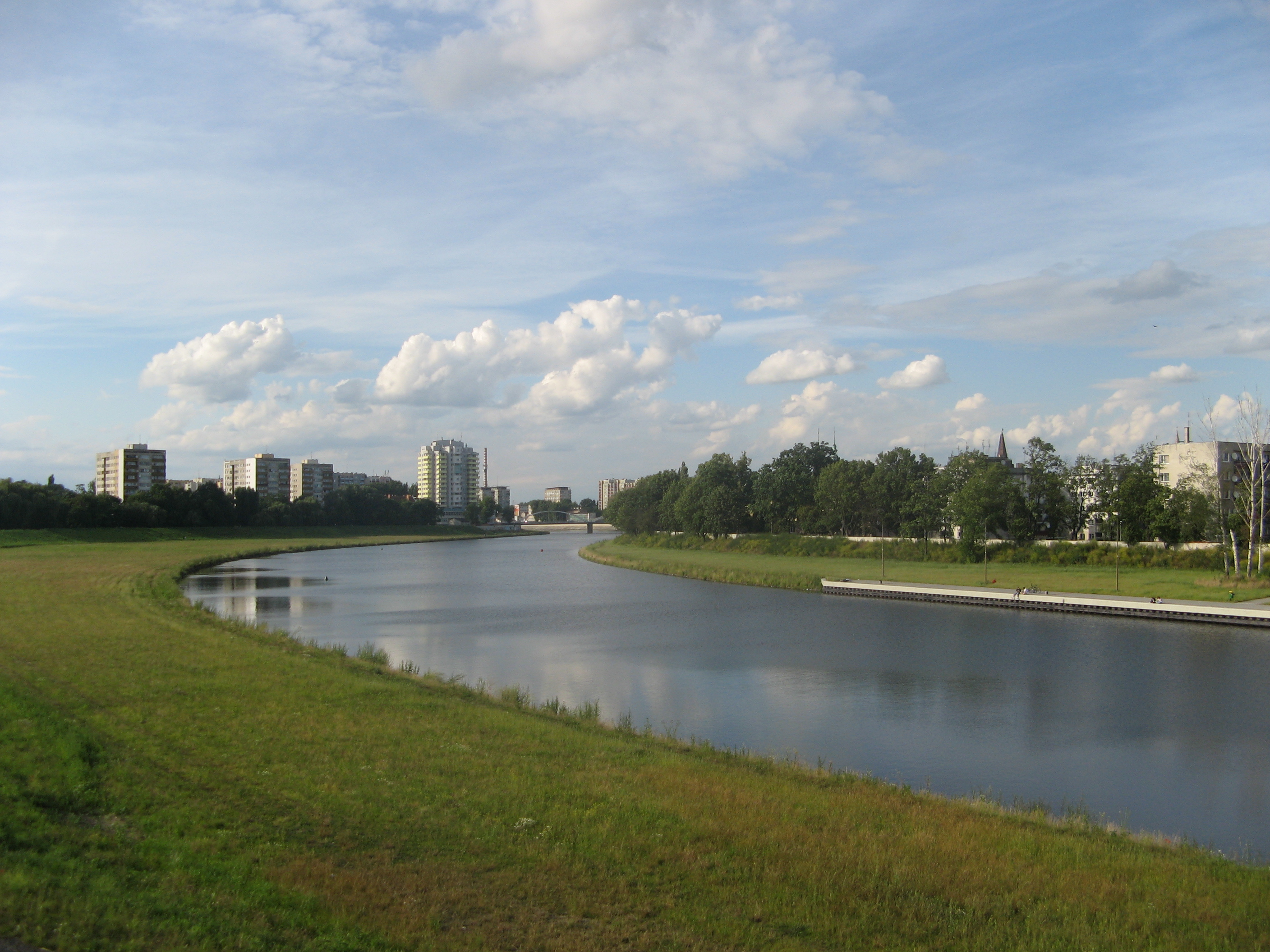
El Óder a la entrada de Opole
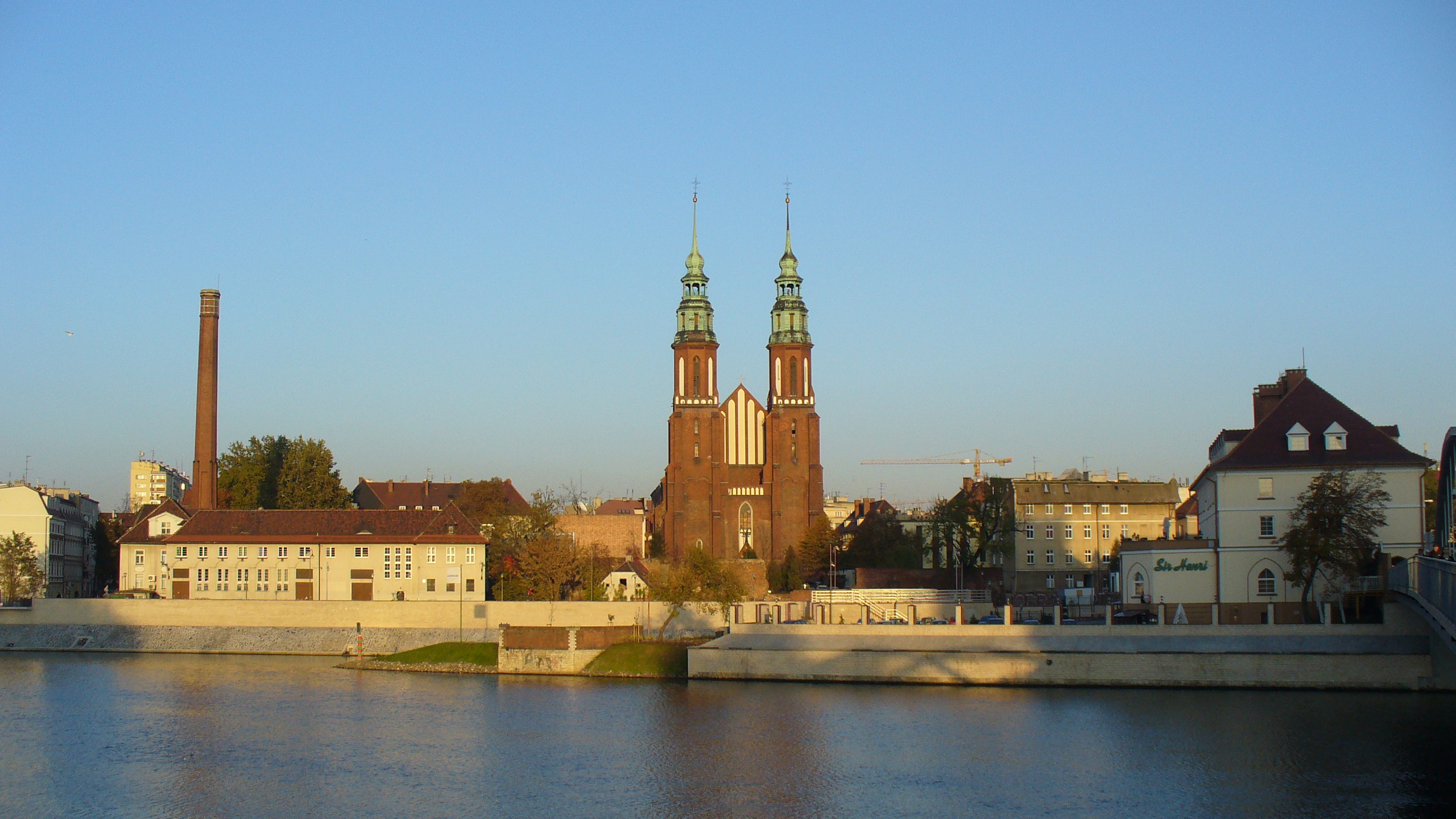
La catedral de Opole frente al río

Continúa por Jelcz-Laskowice (23 200 hab. en 2015) y llega a la importante ciudad de Breslavia (635 759 hab. en 2015), la capital del voidodato y la ciudad más populosa en todo su curso. Se encuentra en el cruce de dos rutas comerciales históricas: la vía Regia y la ruta del ámbar y se ha desarrollado sobre varias islas fluviales delimitadas por viejos cauces y las modernas canalizaciones. En la ciudad recibe por la margen izquierda y llegando desde el sur al corto Ślęza (78,6 km).

El Óder en Breslavia
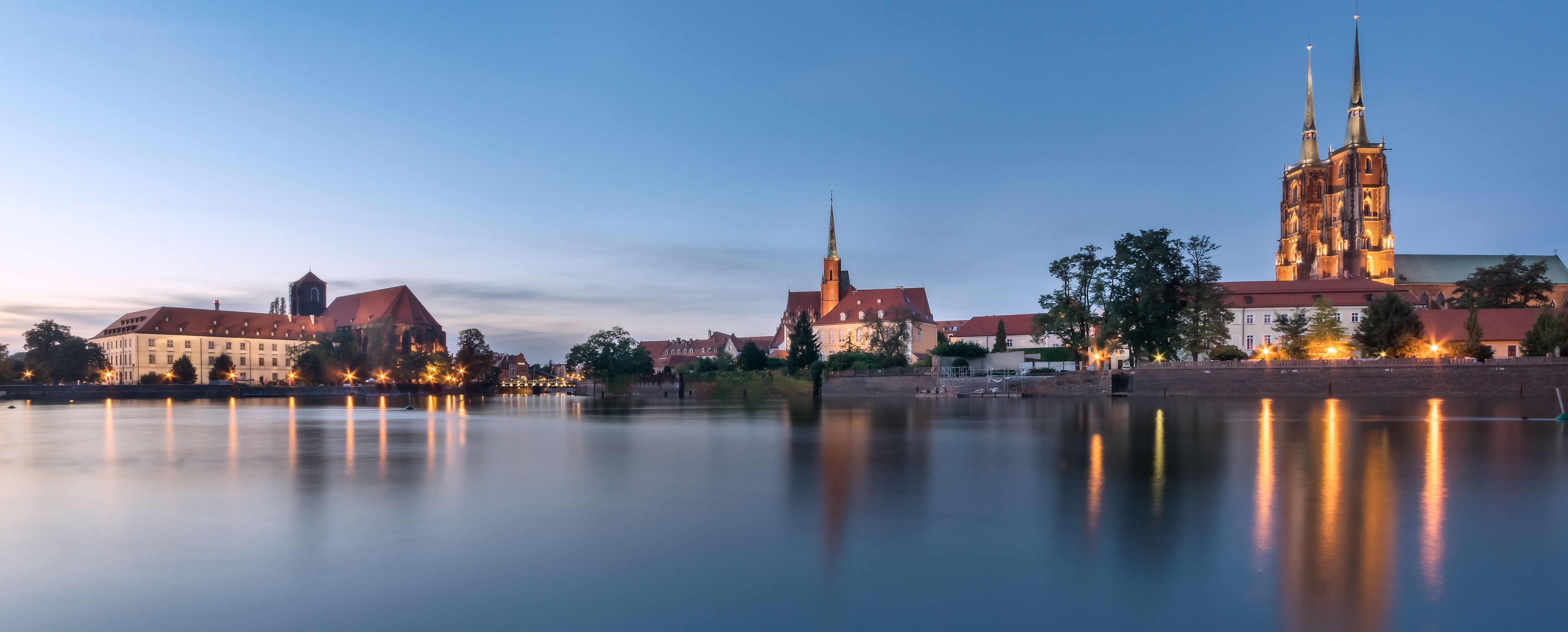
La catedral de Breslavia al borde del río.
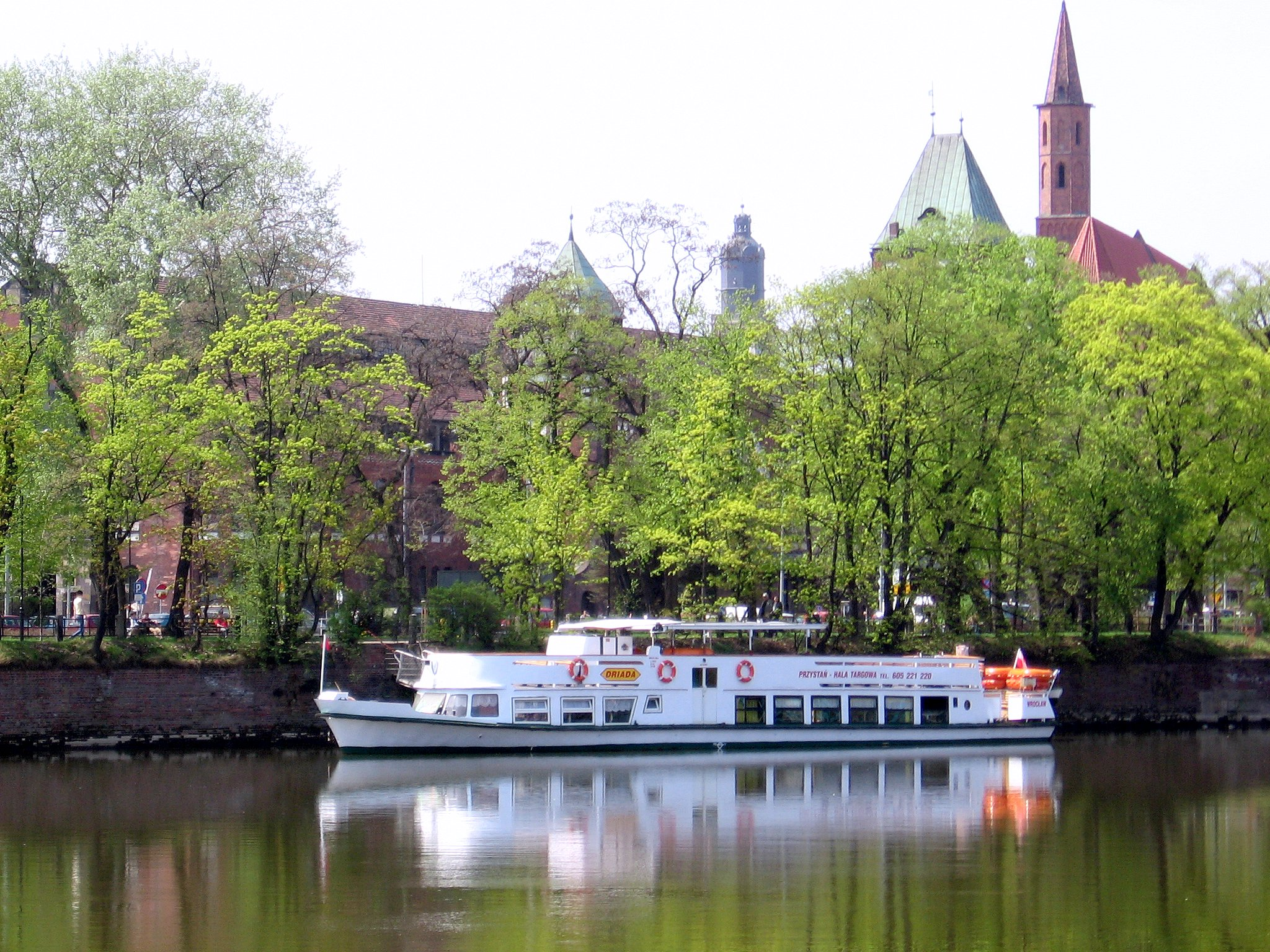
El Óder en Breslavia.
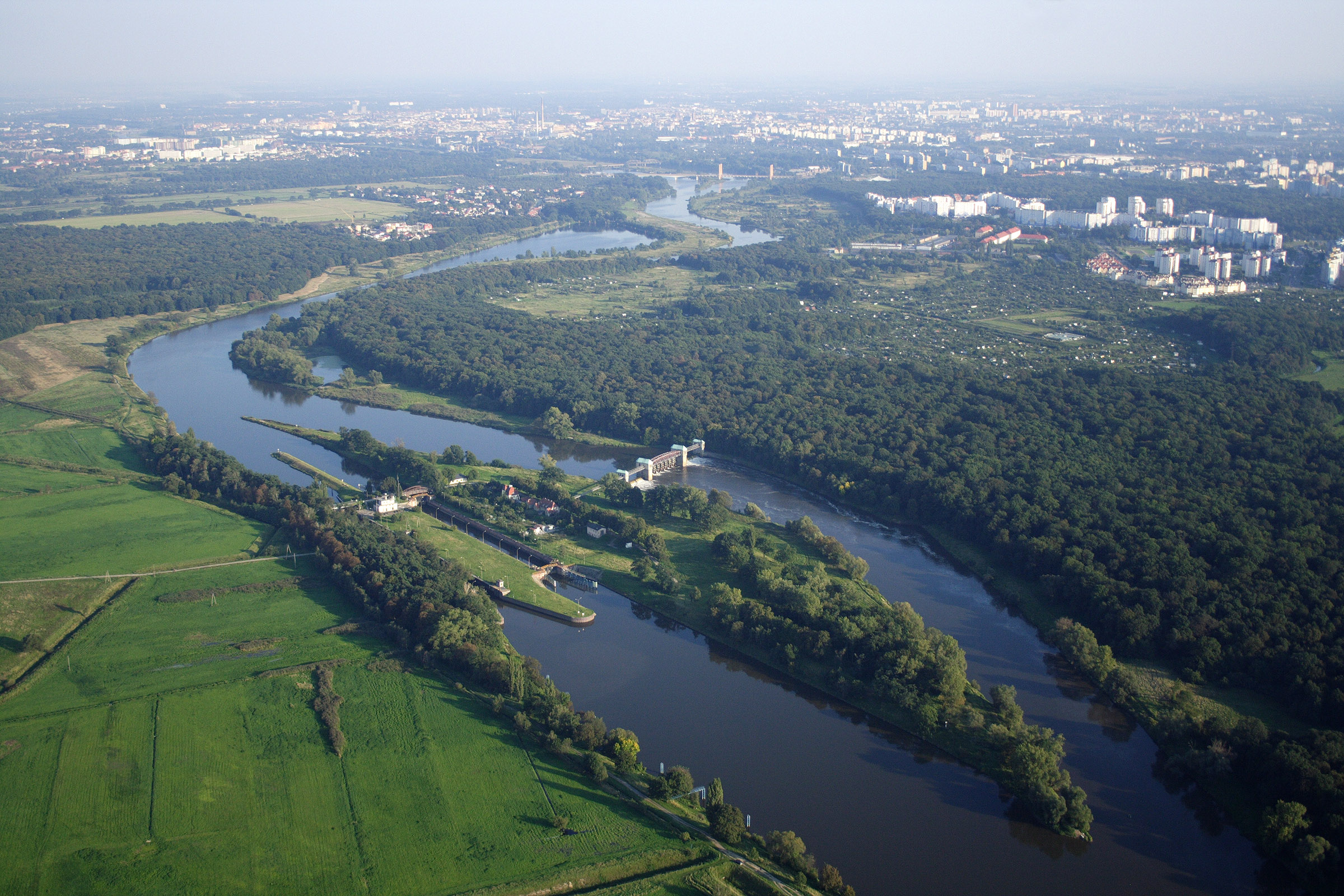
Vista de la isla fluvial Rędzińska, con las esclusas que regulan el Óder.
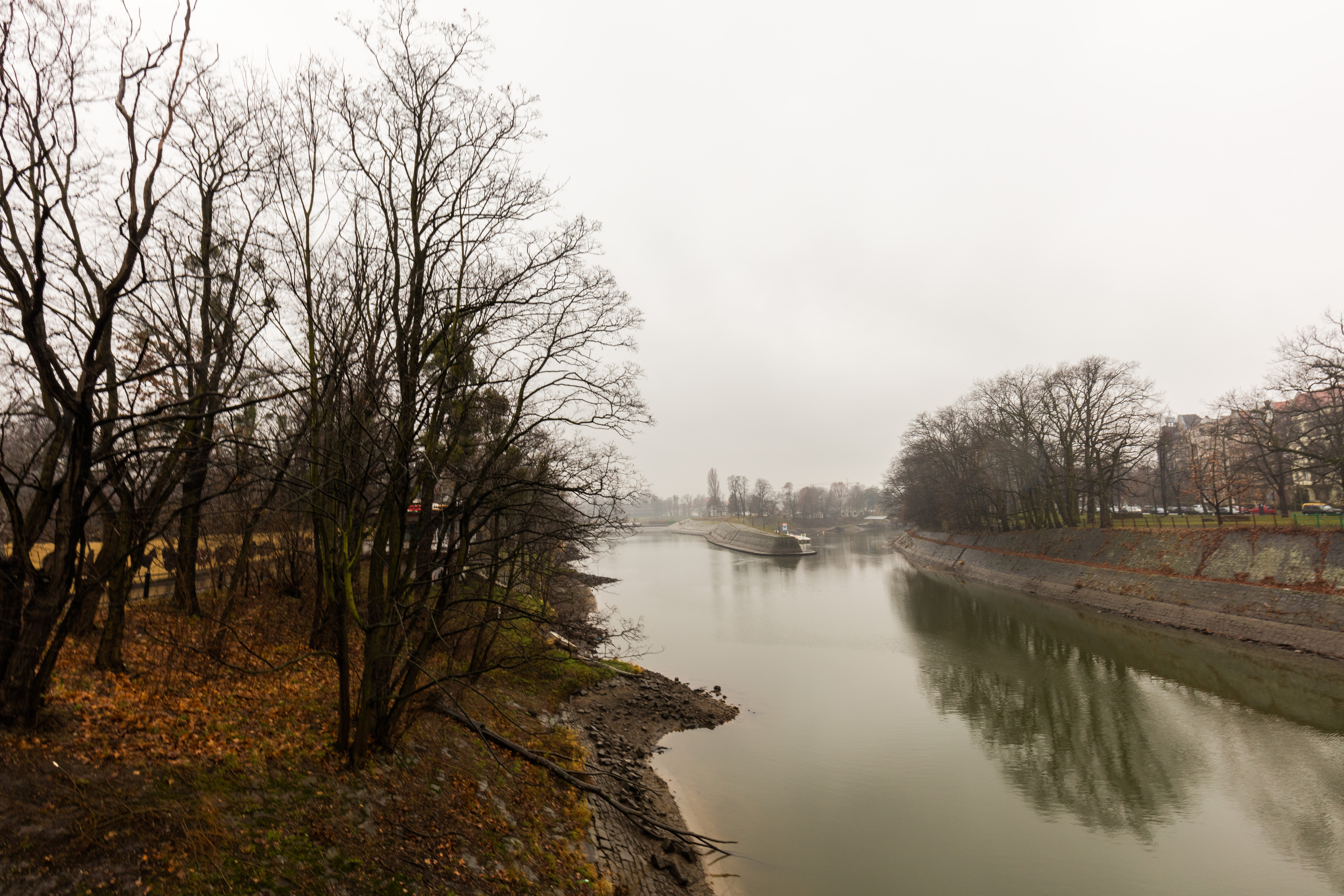
Óder su paso por un parque de Breslavia.

Pasado Breslavia recibe por la izquierda al Bystrzyca (95 km) y por la derecha al Widawa (103 km) para pasar después por las pequeñas localidades de Uraz (949 hab.) y Brzeg Dolny (1663 hab. en 2008, donde está la planta química PCC Rokita SA.). Luego pasa frente a la abadía cisterciense de Lubiąż, antes de entrar en Lubiaz, donde  recibe por la izquierda al Kaczawa (98 km), para pasar después frente a Ścinawa (5767 hab. en 2015). Sigue su avance y el Óder será el límite de la pequeña reserva ecológica de Naroczycki Łęg, un área inundable establecida en 1999. Continúa su lento discurrir alcanzando la histórica ciudad de Głogów (66 659 hab. en 2011), localizada en la confluencia, por la derecha, con el Barycz (139 km). Sigue después por Bytom Odrzański (4480 hab. en 2010).
Se adentra después en el voivodato de Lubusz, para pasar frente a la ciudad de Nowa Sól (40 369 hab. en 2011) y a apenas un par de kilómetros al norte de la importante ciudad de Zielona Góra (138 512 hab. en 2015). Nada más dejar atrás Nowa Sól el Óder recibe por la derecha al Krzycki Rów (74,34 km) y al Obrzyca (66 km) justo antes de Cigacice, para virar momentáneamente hacia el este, pasando por Krosno Odrzańskie (12 041 hab. en 2012), donde recibe, por la margen izquierda, al río Bóbr (272 km). Sigue luego por el parque paisajístico de Krzesin, establecido en 1998 y que protege un área de 85,46 km² a ambos lados del Óder. En este tramo protegido recibe por la izquierda al Neisse (252 km) en Ratzdorf (al norte de Guben, en Brandeburgo), un punto que da inicio a un tramo de 187 km en que el río será la frontera internacional con Alemania.

El Óder entre Breslavia y la frontera
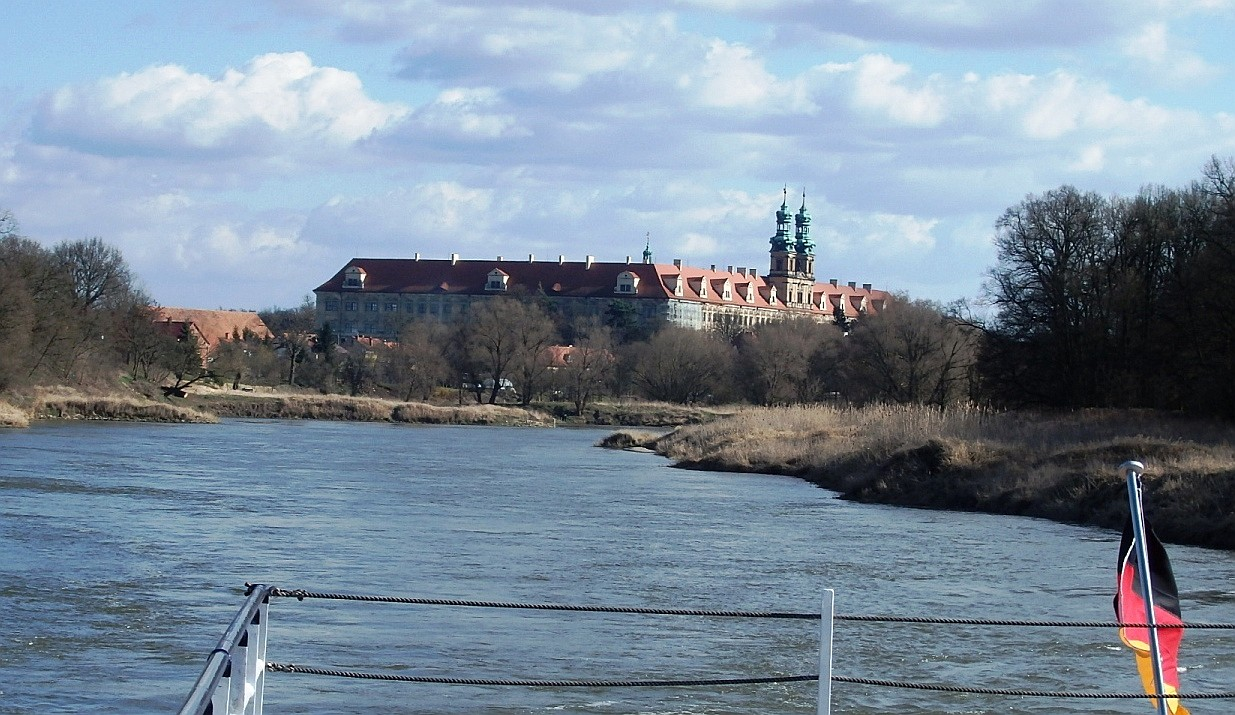
La abadía cisterciense de Lubiąż
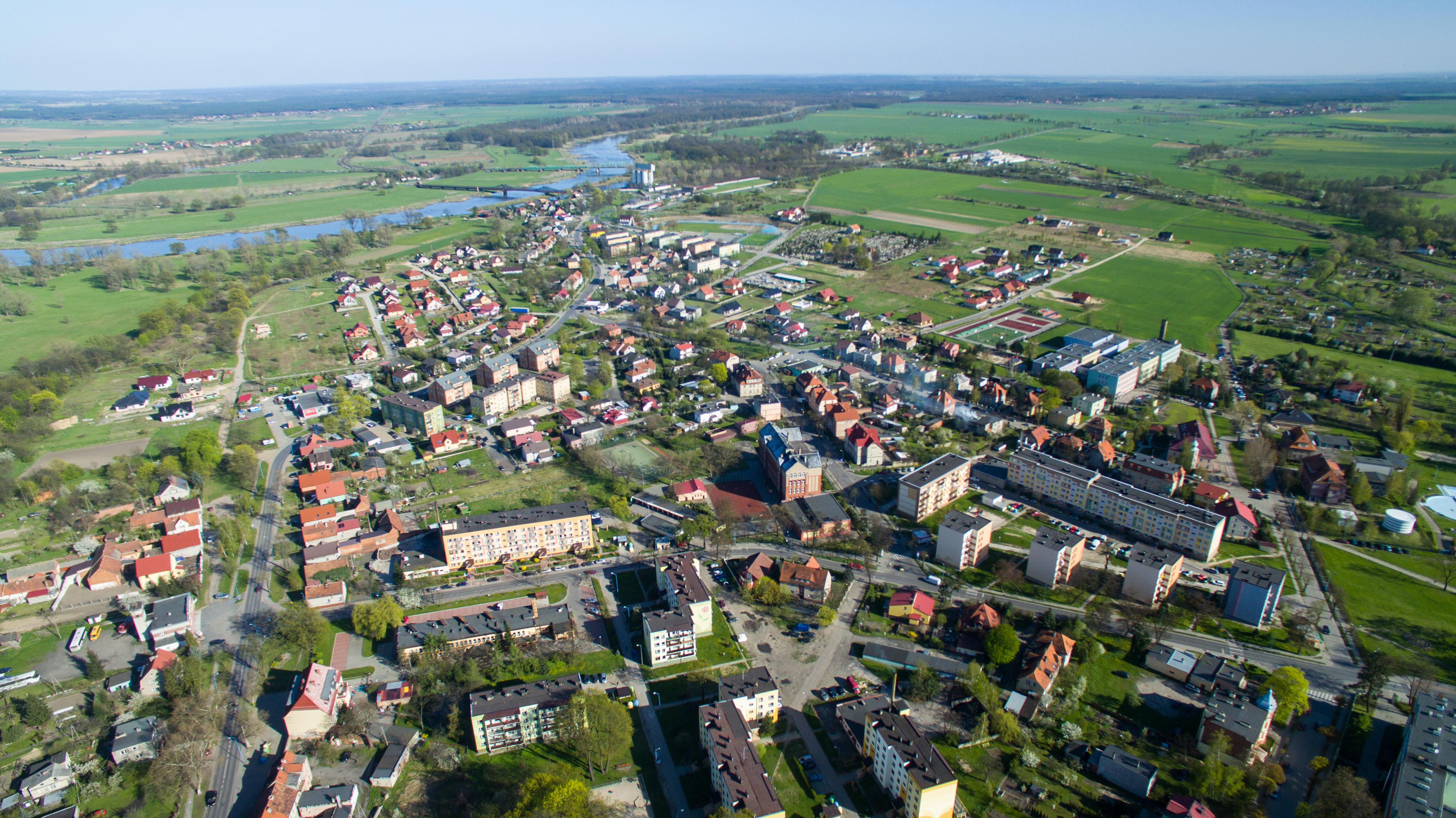
El Óder a su paso por Ścinawa
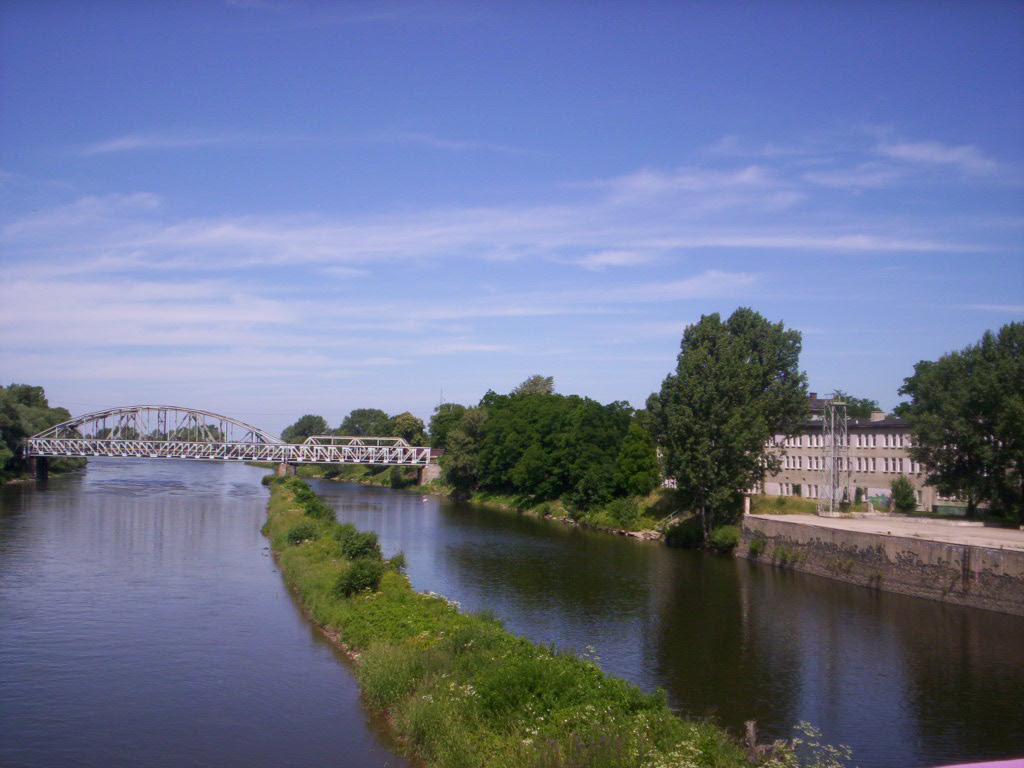
Puente ferroviario en Głogów
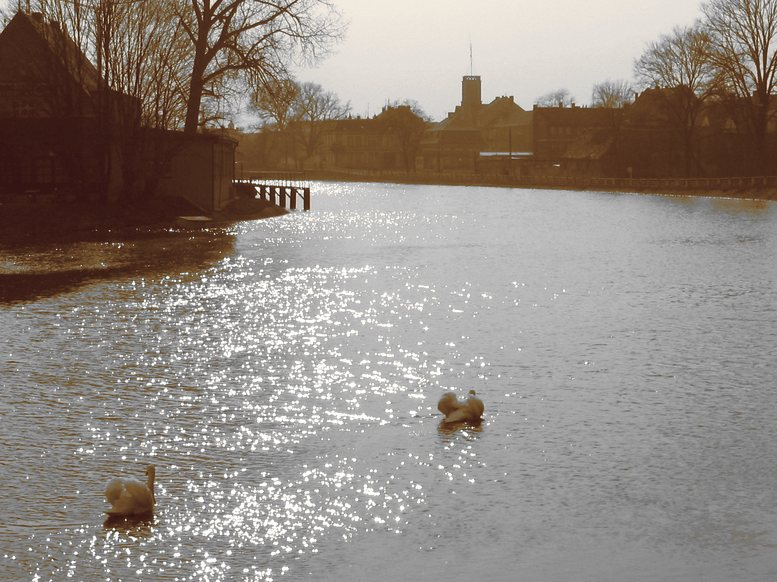
Ayuntamiento de Nowa Sóla orillas del Óder
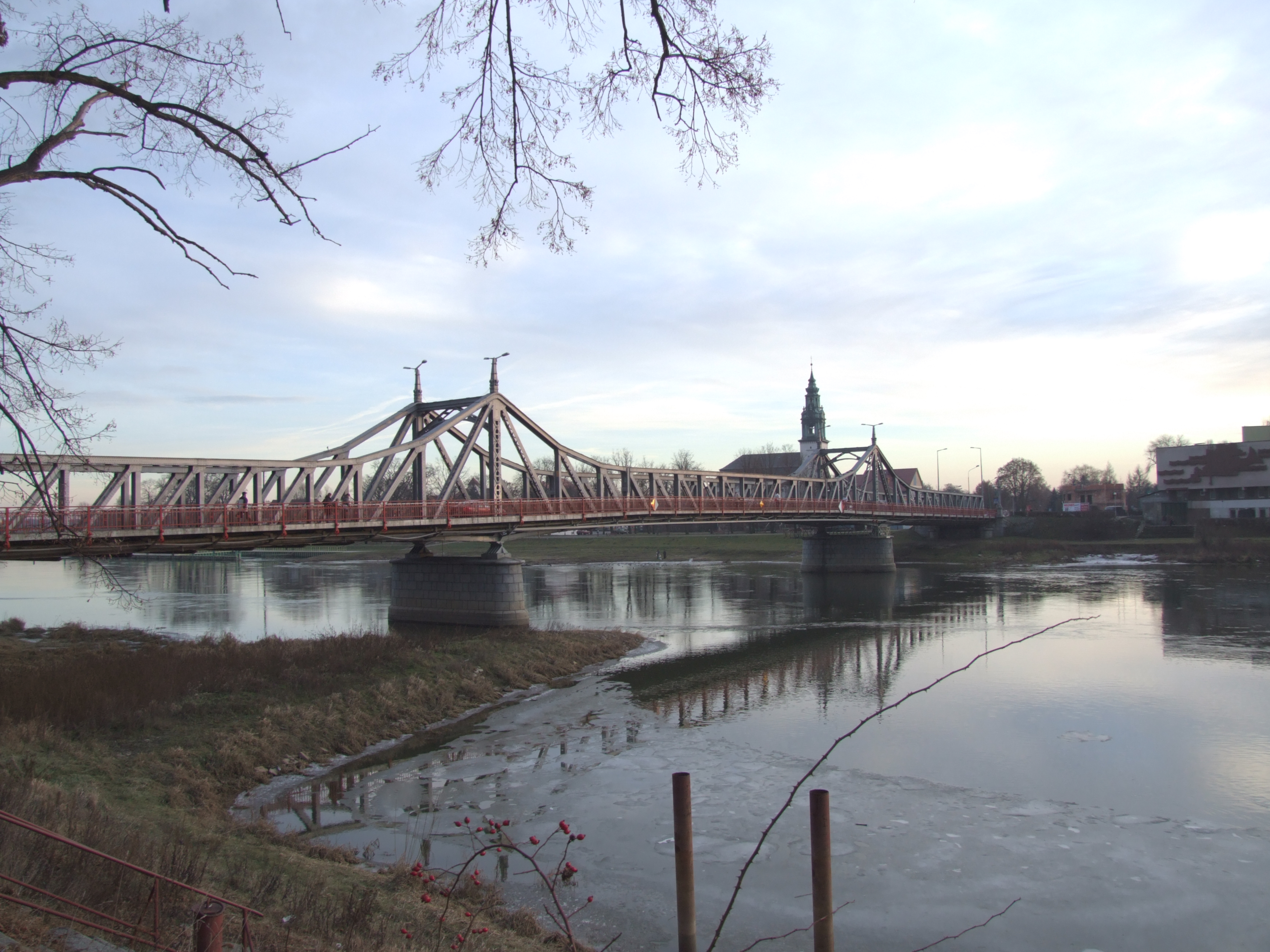
Puente en Krosno Odrzańskie
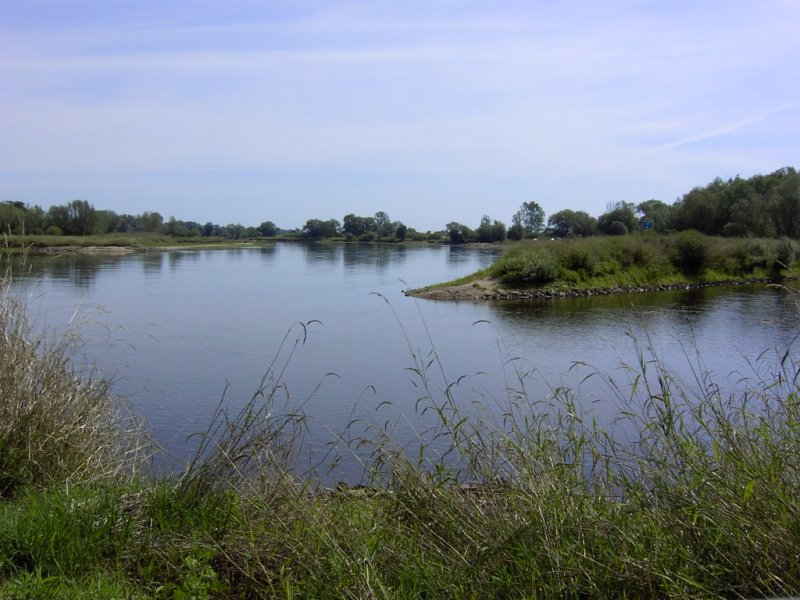
Boca del Neisse Lusacio en el Óder

El puente de Cigacice con el Óder en época de aguas bajas

El río se encamina claramente en dirección norte y en este tramo fronterizo pasa primero frente a la ciudad alemana de Eisenhüttenstadt (27 444 hab. en 2014), «ciudad de la fundición de hierro», una ciudad siderúrgica fundada en 1950 por el gobierno de la República Democrática Alemana como un modelo de una ciudad socialista y que durante un tiempo llevó el nombre de Stalinstadt.
Continúa su avance y llega a Fráncfort del Óder (57 649 hab. en 2014) y su gemela polaca Słubice (16 872 hab. en 2015) que hasta 1945 fue parte de Fráncfort hasta definirse la nueva frontera. Continúa después por la ciudad polaca de Kostrzyn nad Odrą/Küstriner Vorland (18 120 hab. en 2014), localizada en la confluencia de su principal afluente, el río Varta (808 km), que le aborda por la derecha. Toda el área polaca de la confluencia y el curso bajo del Varta está declarado desde 2001 como parque nacional de Ujście Warty. Finalmente el Óder entra en el voivodato de Pomerania Occidental en dirección noroeste, pasando por las pequeñas localidades de Gozdowice y Osinów Dolny, donde el río vuelve a virar hacia el norte.

El tramo fronterizo del Óder
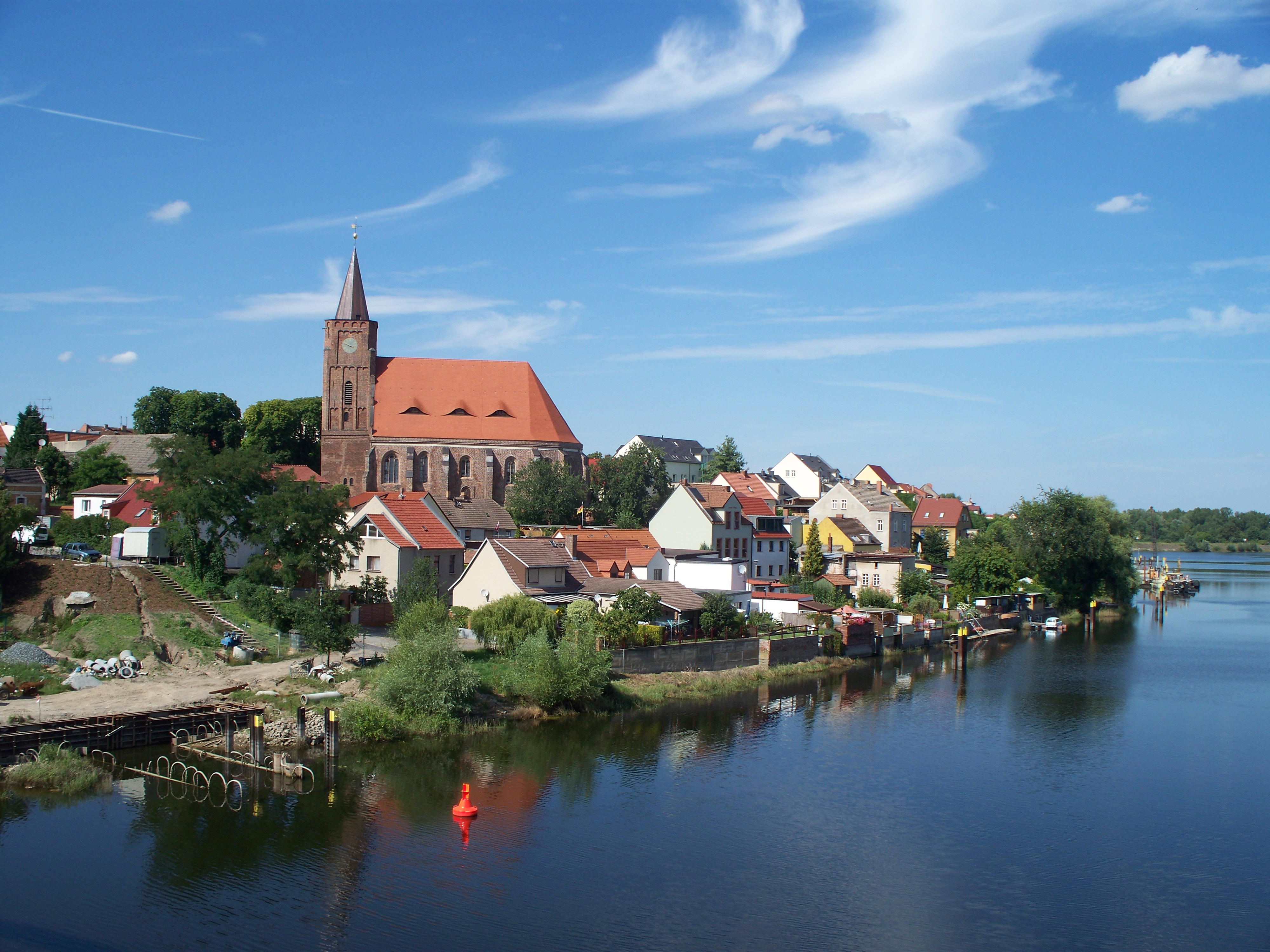
La parte histórica de la ciudad de Eisenhüttenstadt; el canal Óder-Spree en primer plano
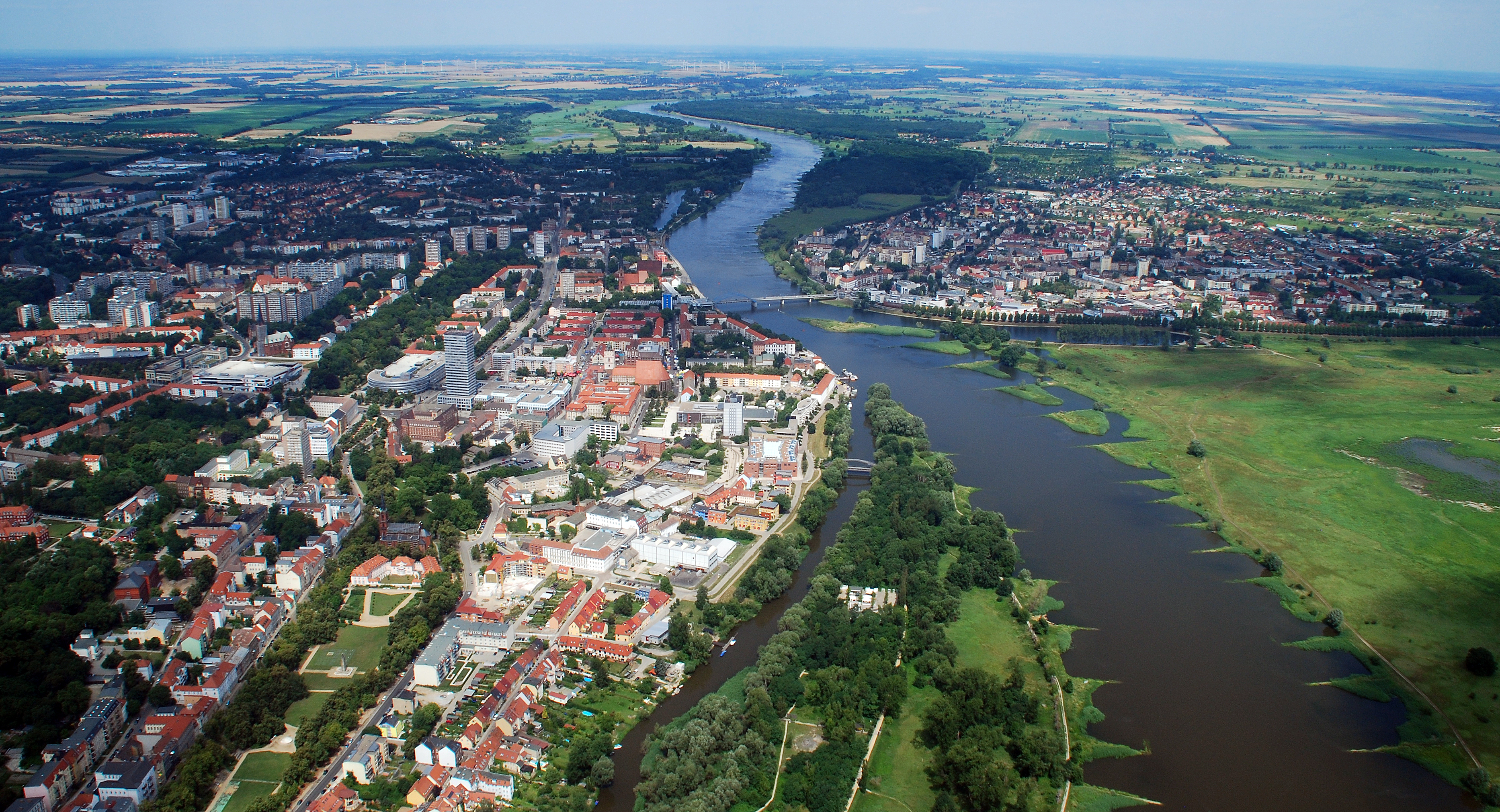
Vista de Fráncfort y Słubice
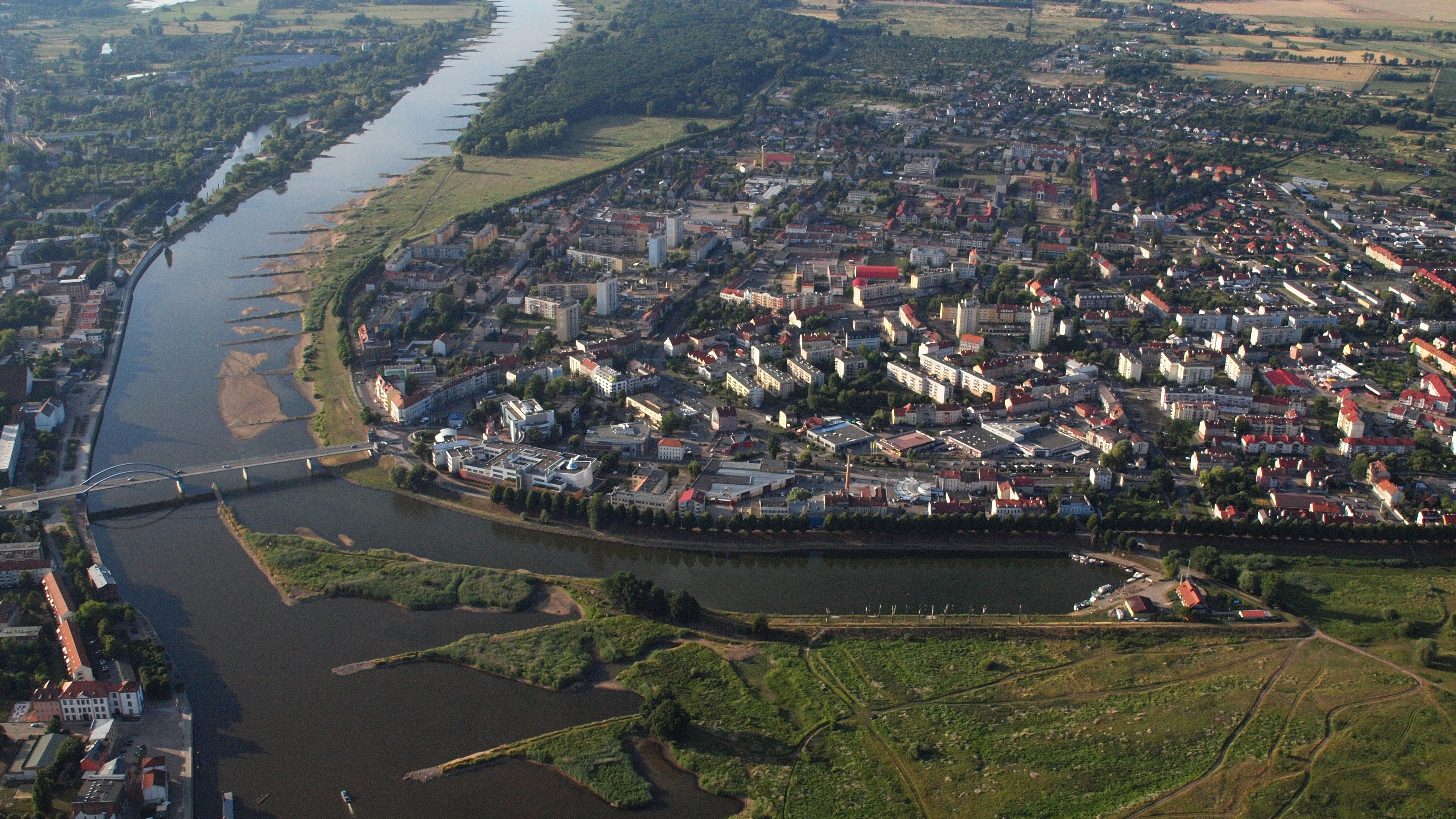
Vista de Słubice, frente a Fráncfort
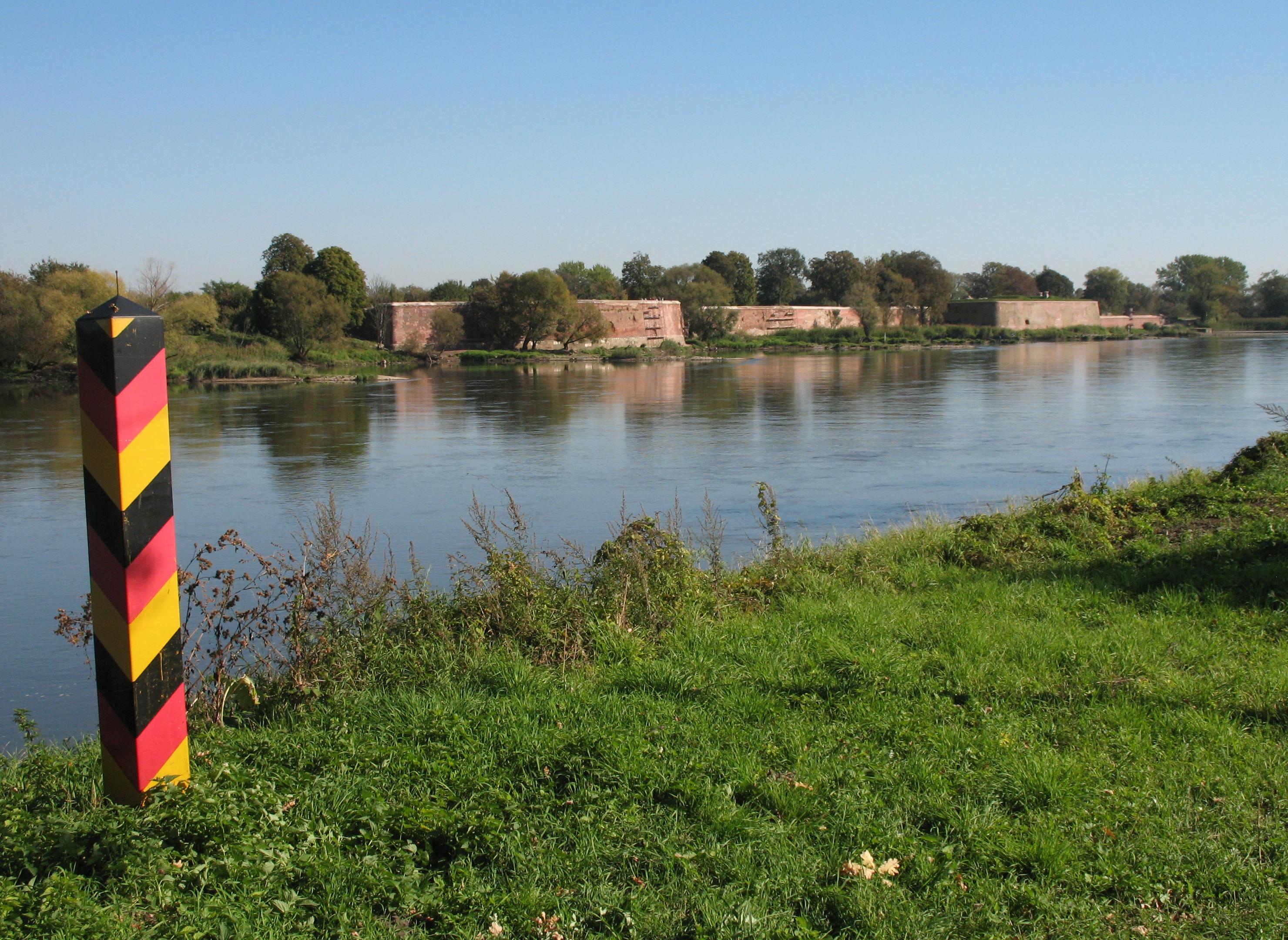
Vista de los restos de la antigua fortaleza de Kuestrin (siglo XVI), destruida en la Segunda Guerra Mundial

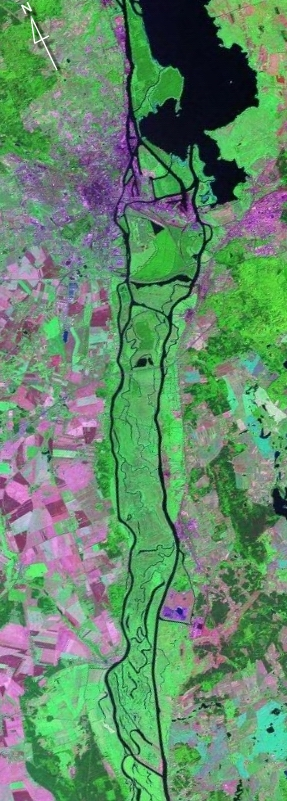
Vista de satélite del Bajo Óder

Comienza aquí un largo tramo del valle del Bajo Óder en el que el río y sus riberas gozan de una alta protección conjunta en ambos países.
Primero, en la parte polaca, está el parque paisajístico Cedynia (Cedyński Park Krajobrazowy) un área establecida en 1993 que protege 308,5 km². (Este parque es gestionado por el organismo «Complejo de Parques Paisajísticos del Valle del Bajo Óder» (Zespół Parków Krajobrazowych Doliny Dolnej Odry). La misma autoridad supervisa el parque paisajístico del Valle del bajo Óder, el parque paisajístico de Szczecin y el parque paisajístico Boca del Varta. En los parques paisajísticos hay siete reservas naturales.) Luego el río Óder pasa a ser el límite occidental del parque nacional alemán del Valle del Bajo Óder, un largo parque lineal establecido en 1995 que protege 104,18 km² a lo largo de casi 60 km la ribera alemana hasta la frontera. La ribera polaca también está protegida con otro parque, el parque paisajístico del Valle del bajo Óder (Park Krajobrazowy Dolina Dolnej Odry), establecido en 1993 y que salvaguarda otros 71,49 km².
Al comienzo de ese tramo protegido recibe, llegando desde Alemania y por la izquierda, al Alte Oder, un antiguo ramal del Óder que llega desde la comarca de Oderbruch. Sigue por Krajnik Dolny, que comunica con la cercana ciudad alemana de Schwedt. Sigue pasando frente a la pequeña localidad alemana de Gartz, donde el río se divide en dos ramales: el Óder occidental (en polaco: Odra Zachodnia) y el Óder oriental (Odra Wschodnia). El ramal del Óder occidental es un río fronterizo hasta la localidad alemana de Mescherin, localizada frente a la polaca Gryfino, donde el Óder vuelve a entrar en territorio polaco.
En su tramo final ambos ramales del río alcanzan la ciudad de Szczecin (407 047 hab. en 2015), la capital del voivodato de Pomerania Occidental, que tiene un puerto fluvial que acoge tráfico marítimo oceánico y que permite la existencia de una importante industria naval además de importantes industrias alimentarias, químicas y cementeras. La pendiente de los últimos treinta kilómetros antes de Szczecin es de sólo unos centímetros.

El río Óder en Szczecin
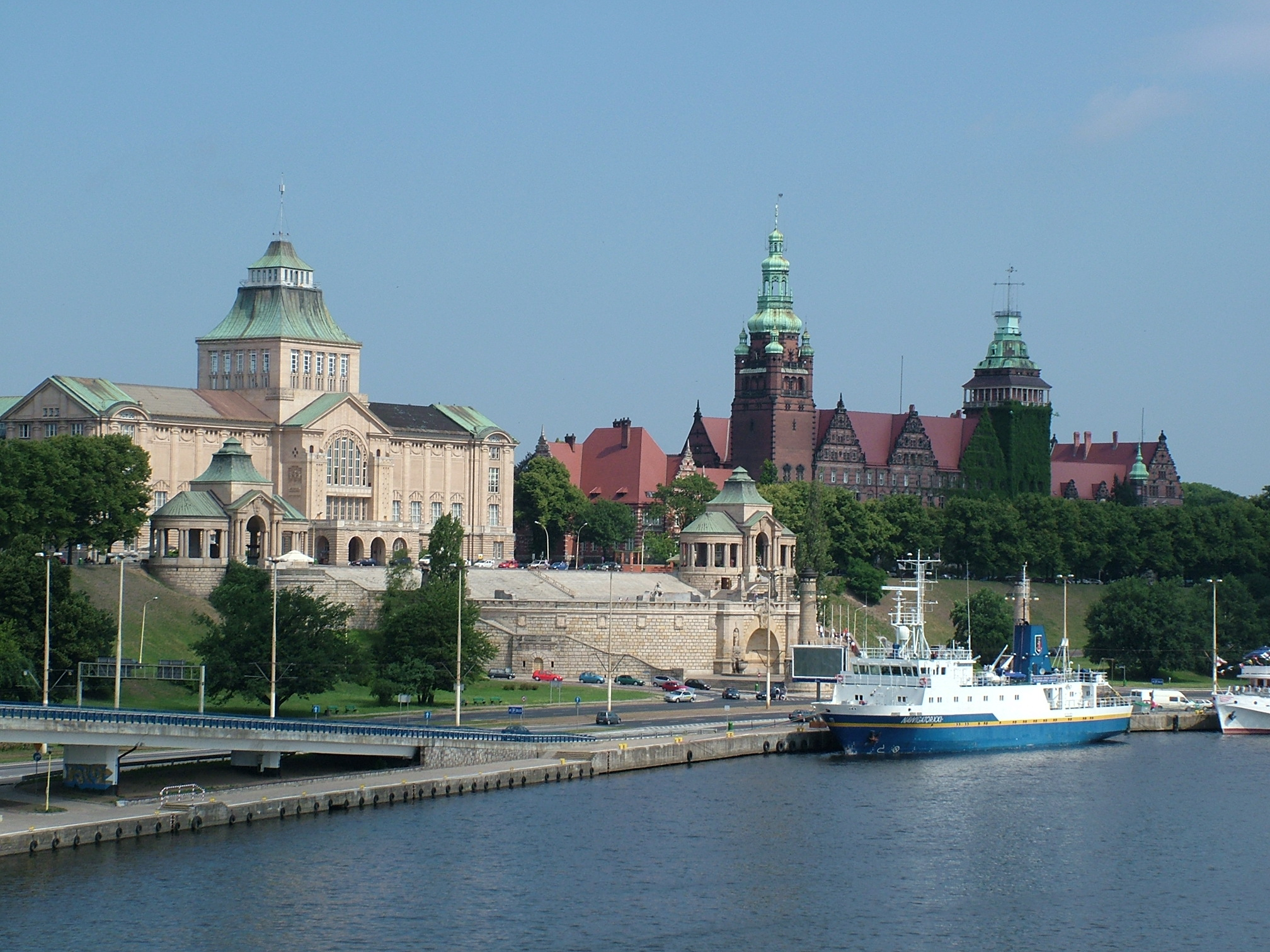
El Óder en Szczecin
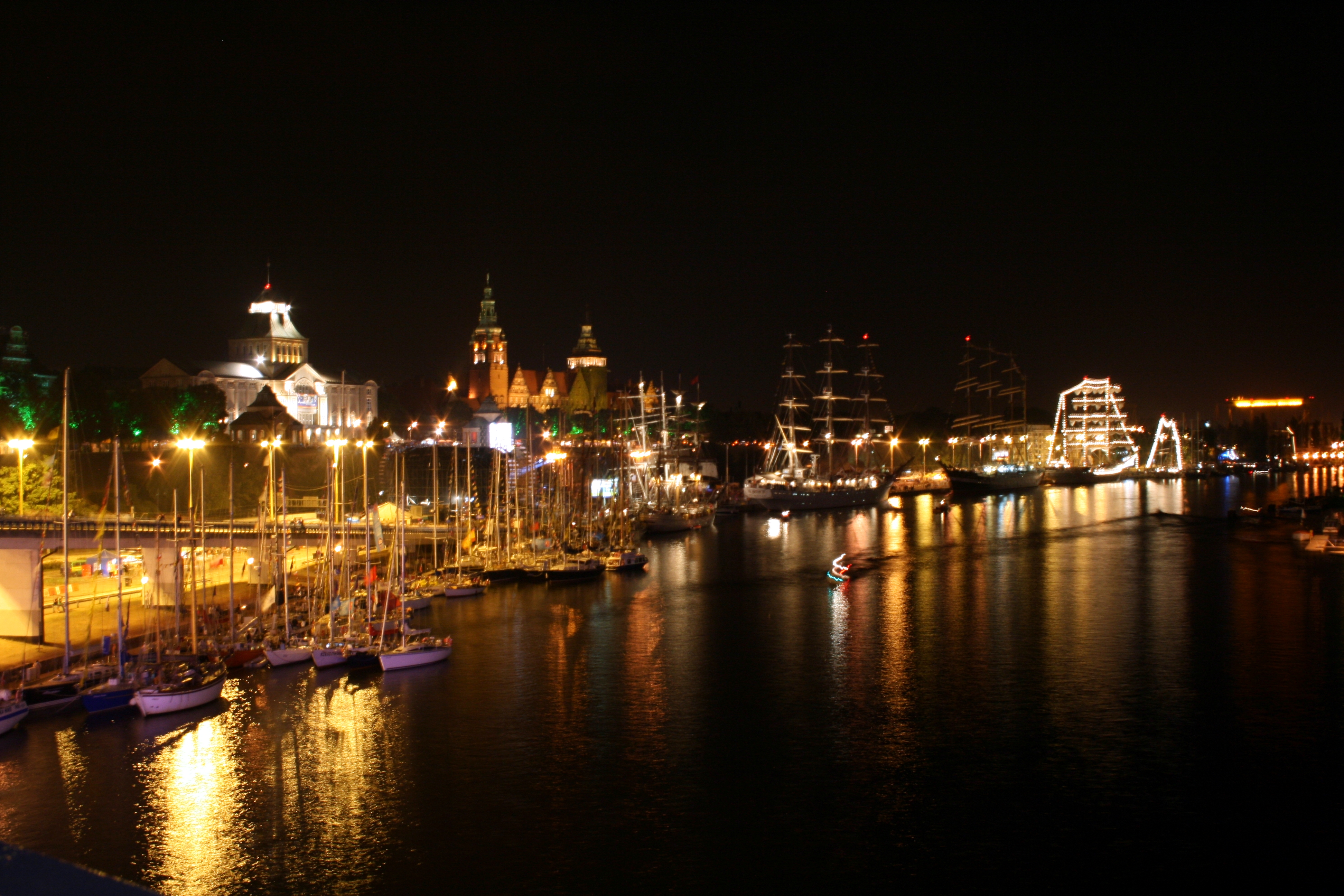
Vista nocturna del Óder
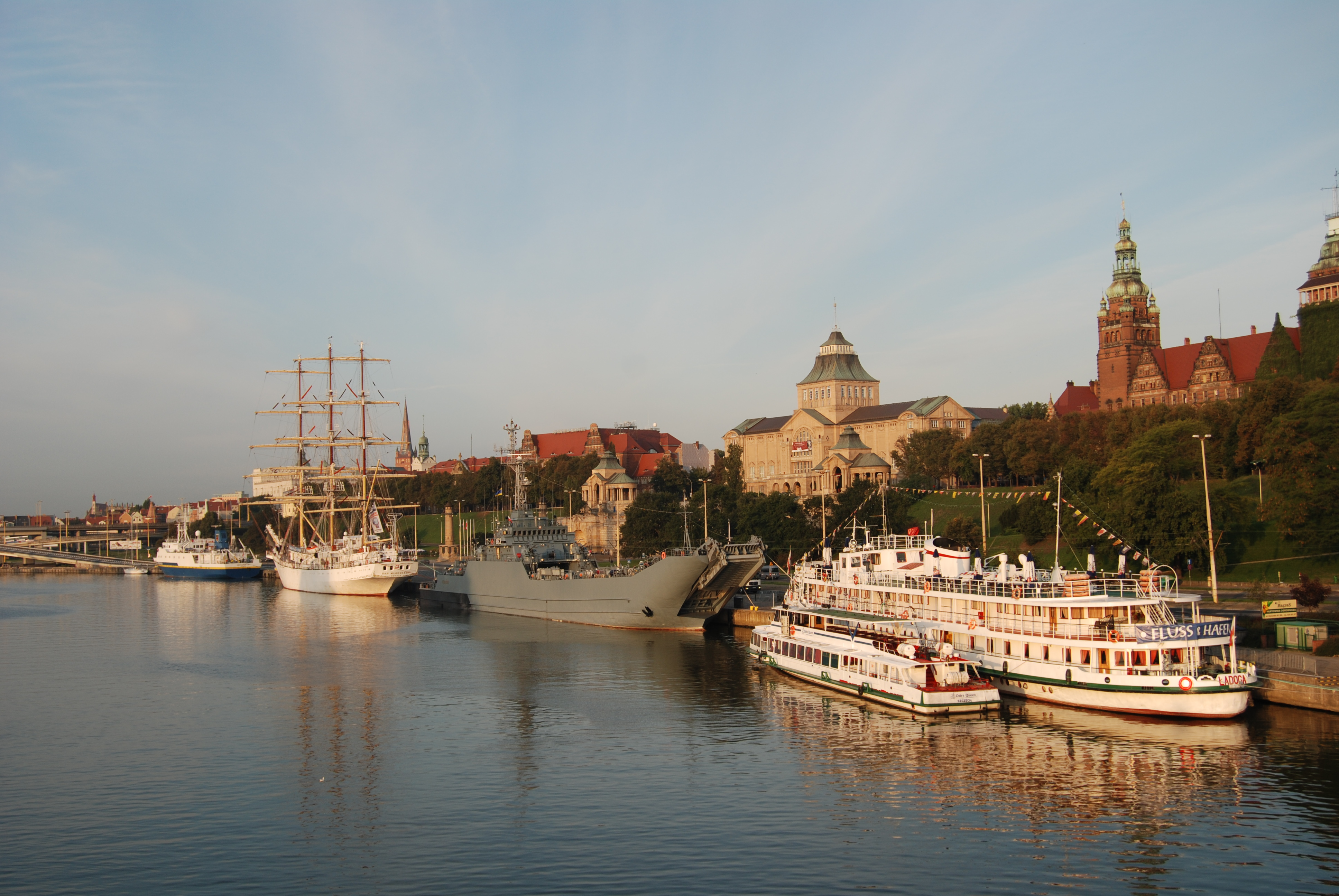
Puerto fluvial

El Óder se ensancha después y desborda en el lago Dąbie (un lago deltaico de unos 15 km de largo y hasta 4 km de ancho que se inicia en el interior de la propia ciudad de Szczecin) y llega después a la localidad de Police (33 625 hab. en 2014), la última de su curso, donde recibe al corto Gunica (32 km) y el Óder donde comienza a ensancharse. En ese tramo recibe por la derecha al Gowienica (47,9 km) y luego desemboca en la laguna de Szczecin, limitada al norte por las islas de Usedom (al oeste) y Wolin (este) y que comunica por un estrecho canal entre ambas (Świna) con la bahía de Pomerania, que es una parte del mar Báltico.

El Óder después de Szczecin
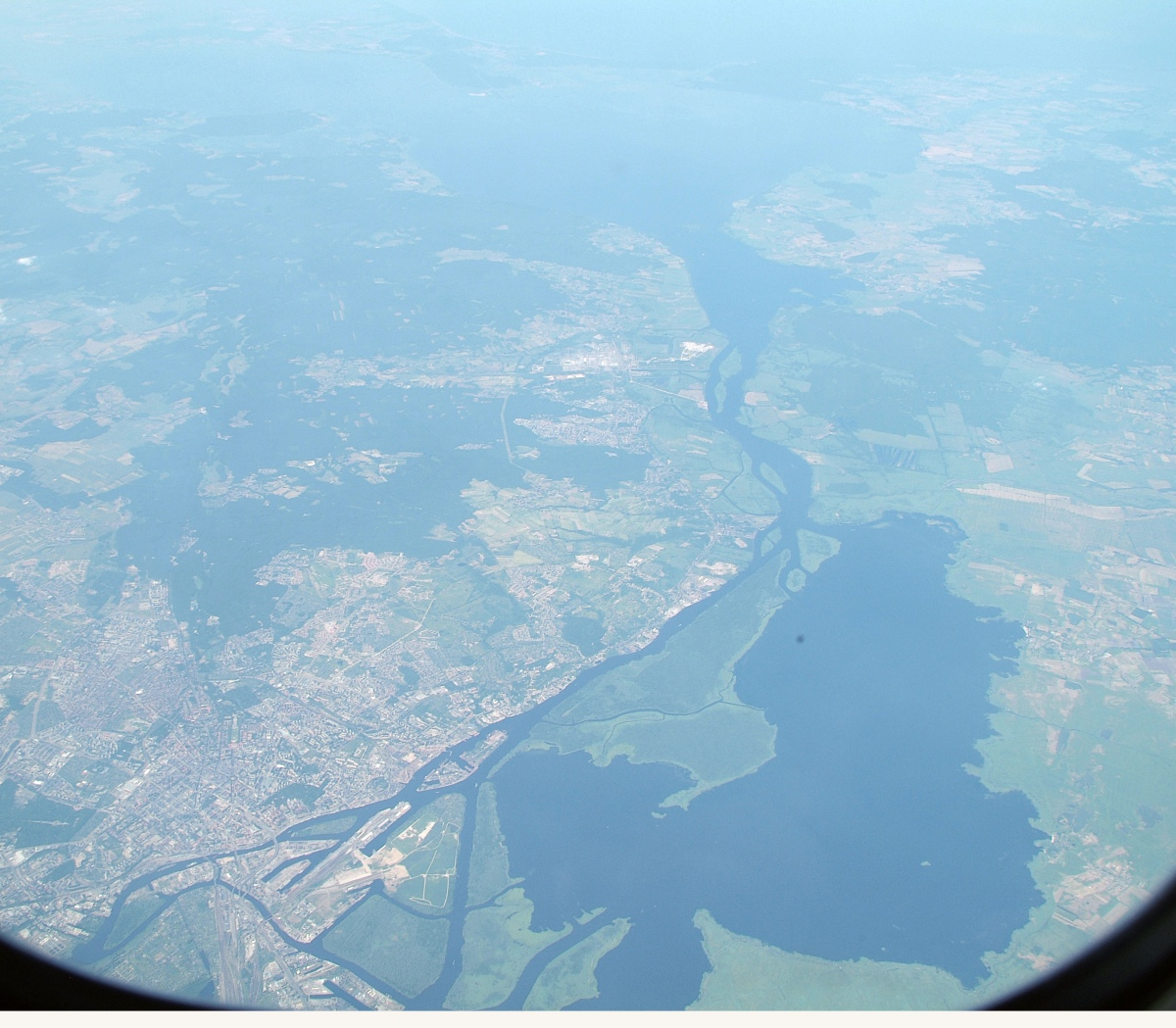
Vista aérea de Szczecin y el lago Dąbie
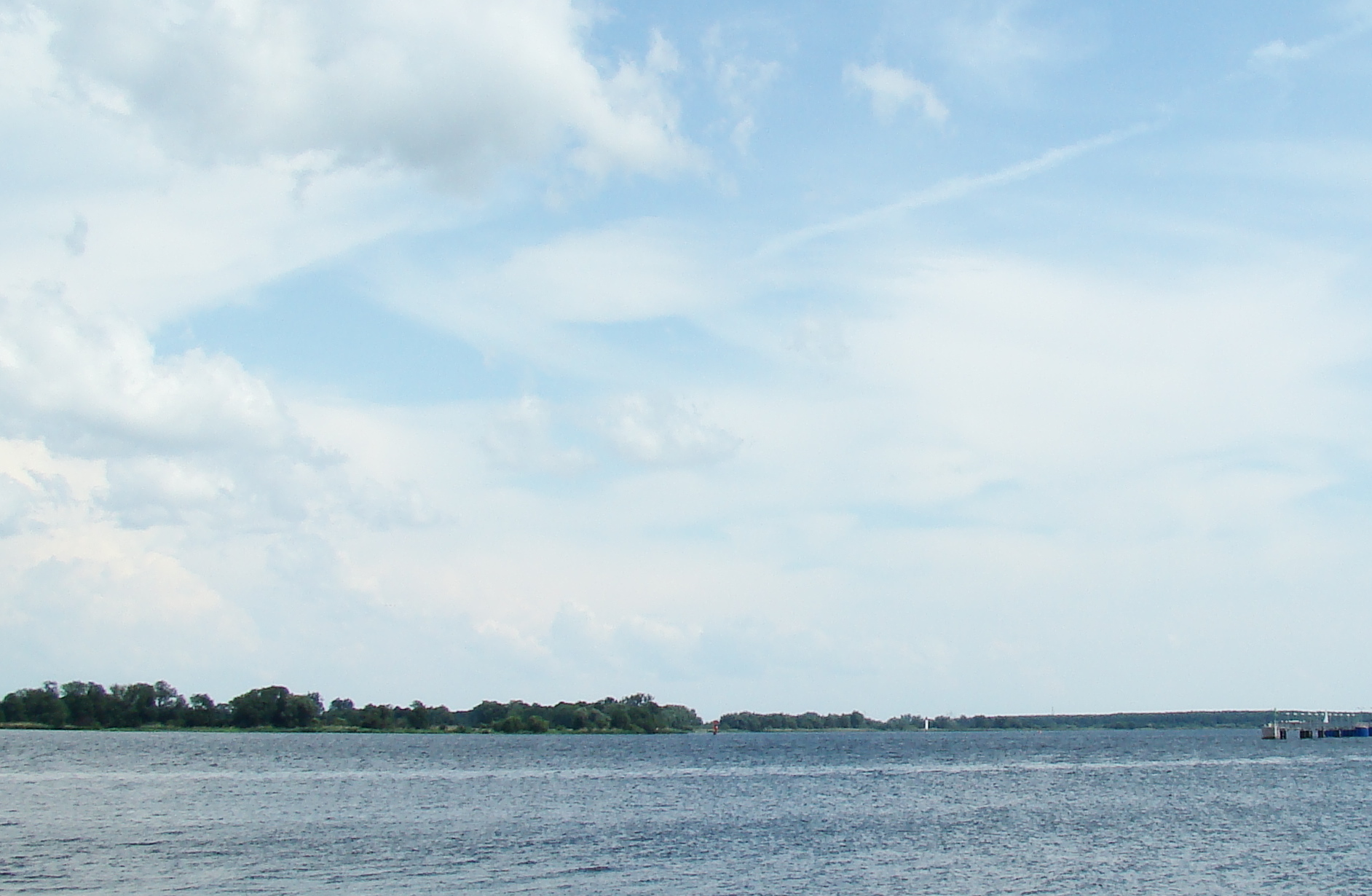
El Óder en Police
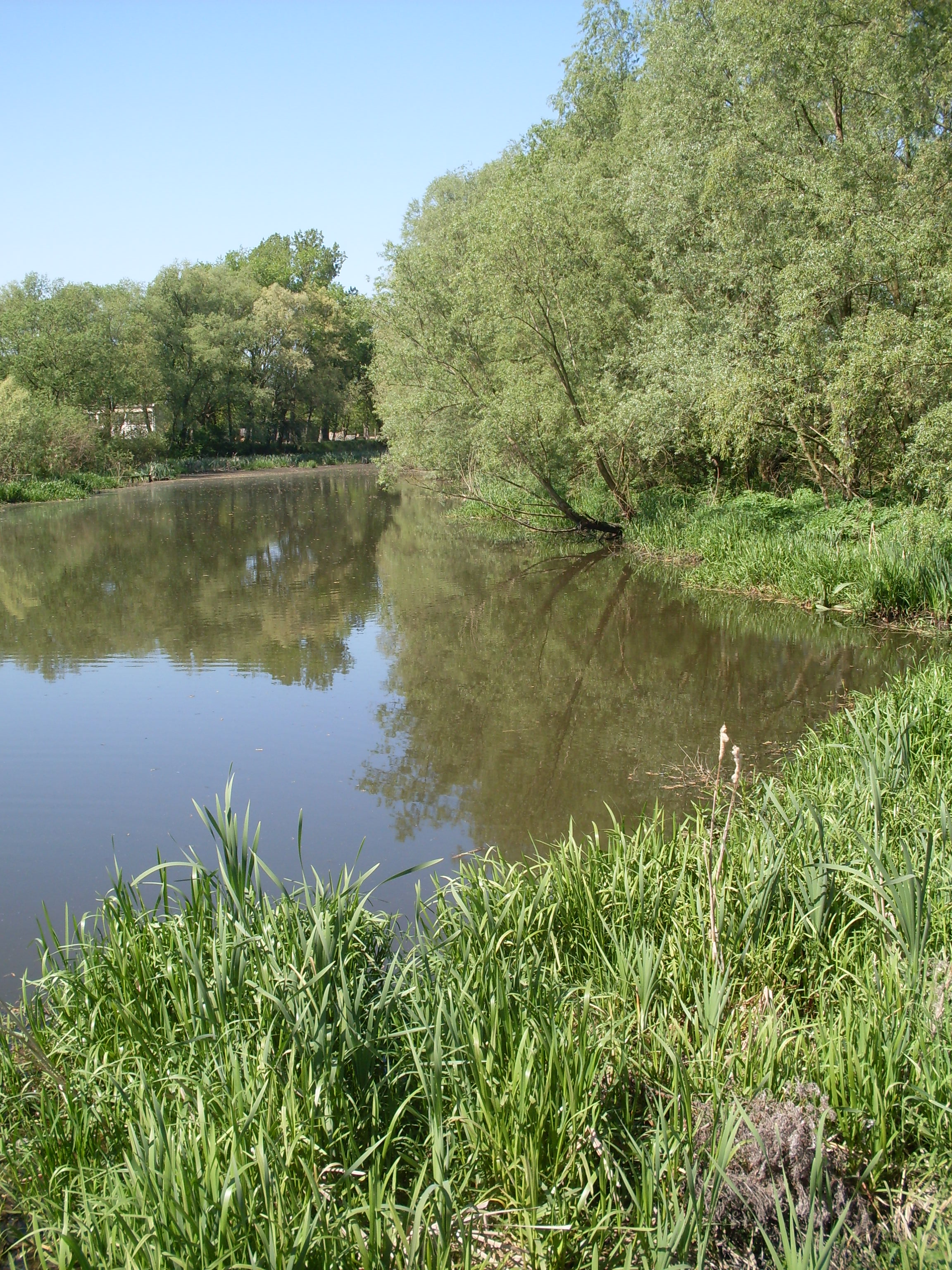
El Łarpia, un distributario del Óder en Police

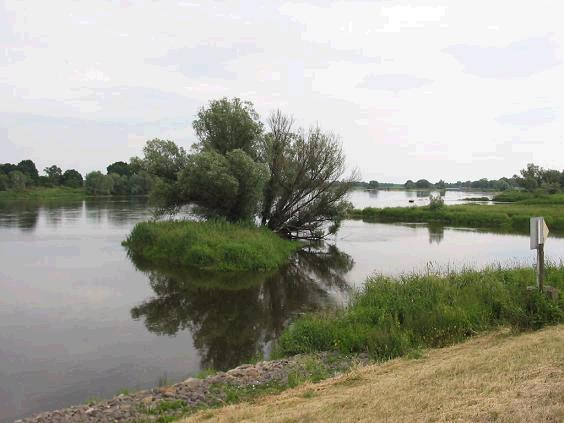
El Óder entre Kienitz y Zollbrücke, Alemania

### Ciudades
En el curso principal:
- Ostrava – Bohumín – Racibórz – Kędzierzyn-Koźle – Krapkowice – Opole – Brzeg – Oława – Jelcz-Laskowice – Breslavia – Brzeg Dolny – Ścinawa – Szlichtyngowa – Głogów – Bytom Odrzański – Nowa Sól – Krosno Odrzańskie – Eisenhüttenstadt – Fráncfort (Oder) – Słubice – Kostrzyn – Cedynia – Schwedt – Vierraden – Gartz – Gryfino – Szczecin – Police

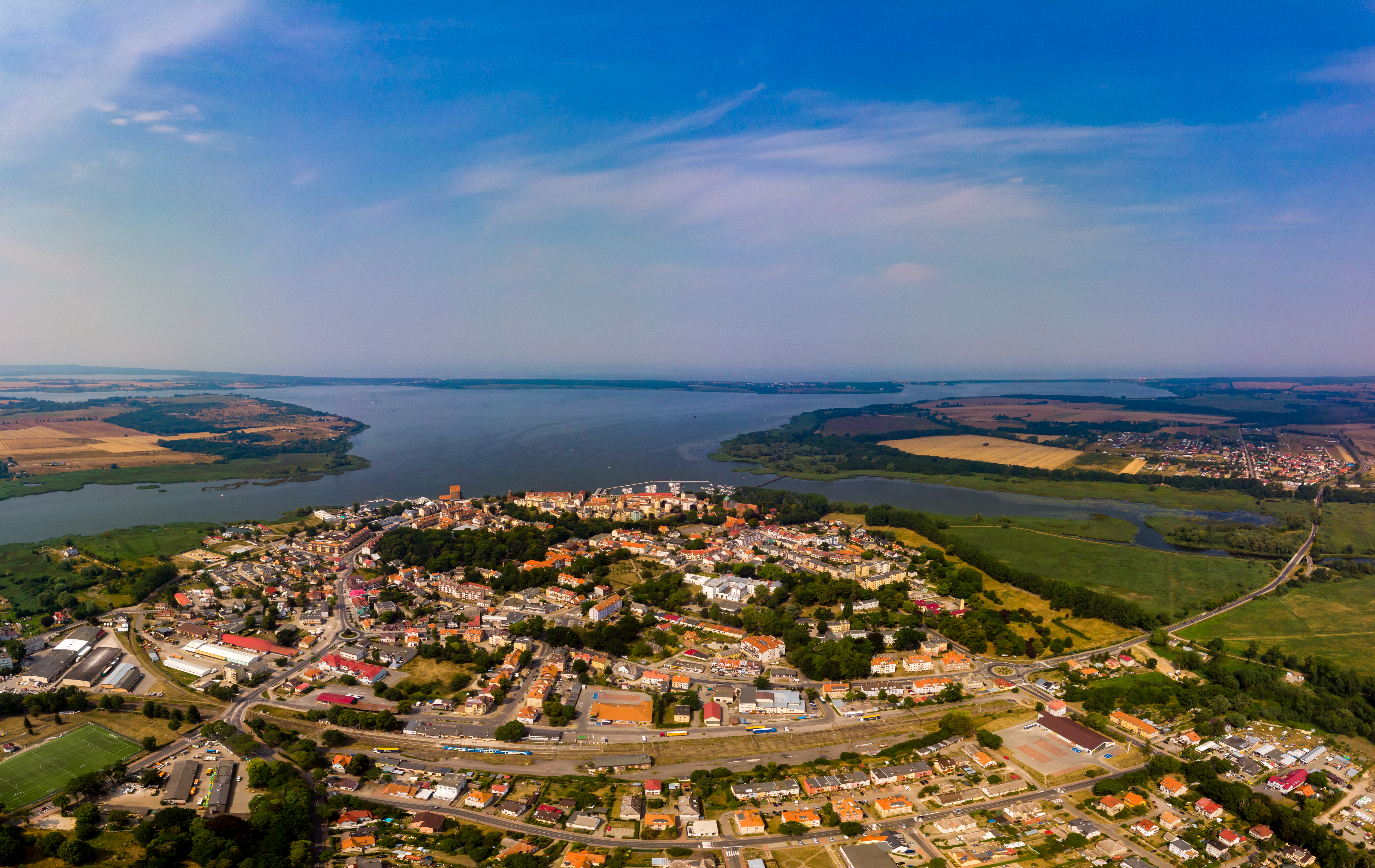
Kamień Pomorski

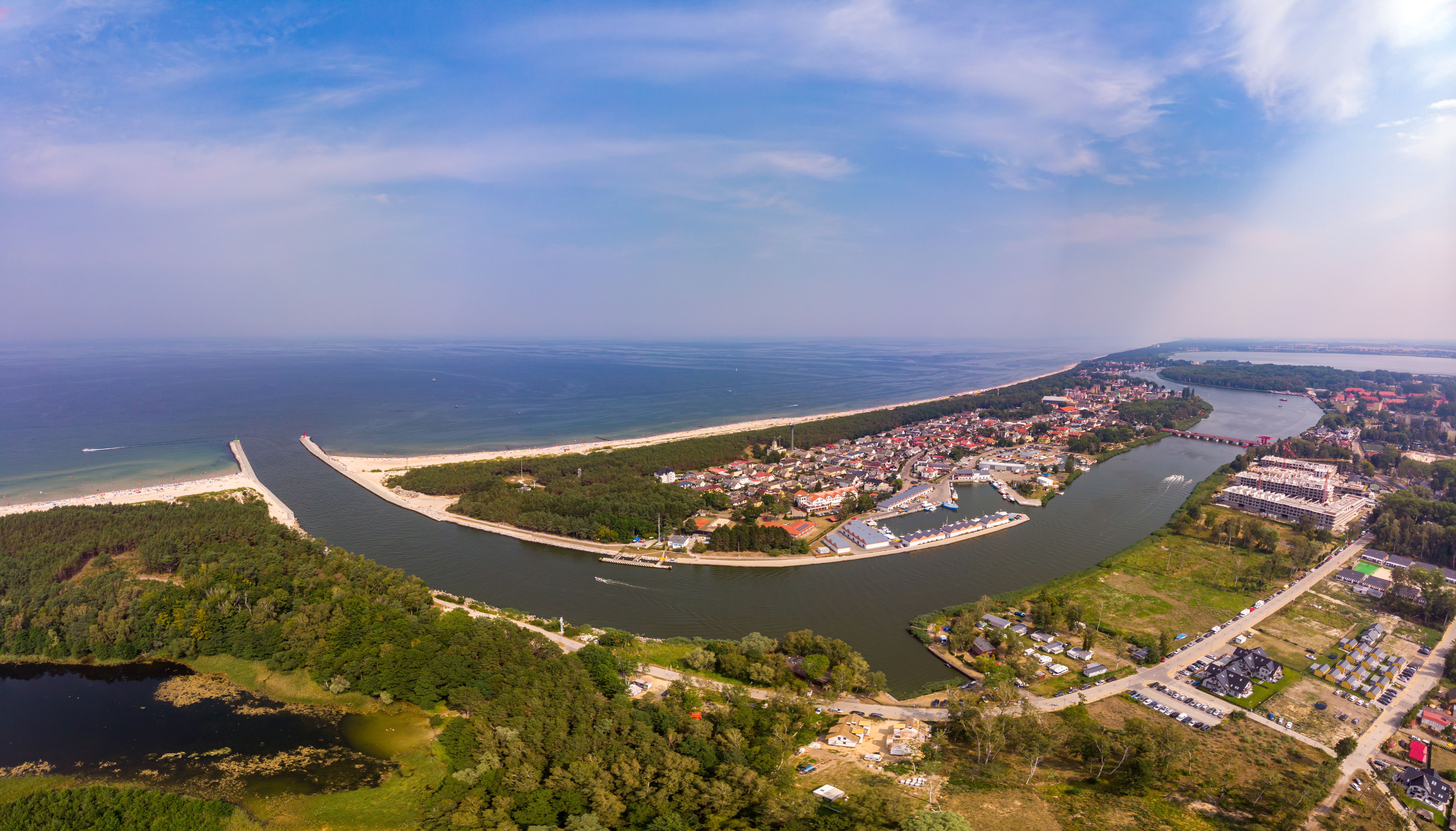
El Oder desemboca en el Mar Báltico en Dziwnów

En la laguna de Szczecin y sus canales:
- en la laguna: Nowe Warpno – Ueckermünde
- en el canal del Dziwna (entre isla Wolin y Polonia continental): Wolin – Kamień Pomorski – Dziwnów
- en el canal del Świna (entre las islas Wolin y Usedom): Świnoujście
- en el ramal Peenestrom (entre la isla Usedom y Alemania continental): Usedom – Lassan – Wolgast

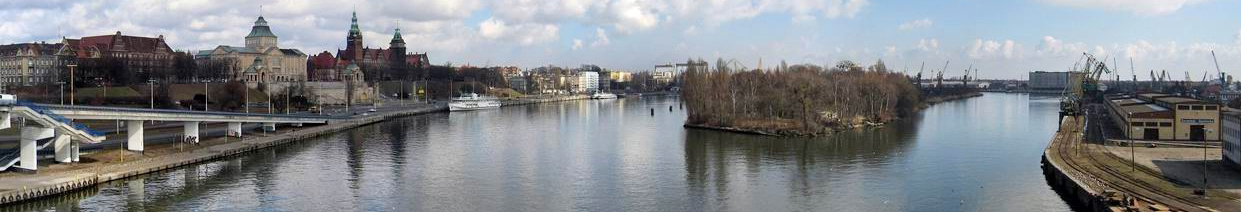
Panorámica del río en Szczecin

### Afluentes
- Afluentes orientales (derecha):

Ostravice (64 km) – Olza (99 km) – Raude – Bierawka (55,5 km) – Kłodnica (75 km) – Czarnka – Mała Panew (132 km) – Stobrawa (78,1 km) – Widawa (103 km) – Jezierzyca (33,63 km) – Barycz (139 km) – Krzycki Rów (74,34 km) – Obrzyca (66 km) – Jabłonna – Pliszka – Ołobok – Gryżynka – Varta (808 km) con el Noteć – Myśla – Kurzyca (25 km) – Stubia – Rurzyca – Tywa – Płonia – Ina (126 km) – Gowienica (47,9 km) - Śmieszka
- Afluentes occidentales (izqda.):

Opava (119 km) – Psina (Cyna) – Cisek – Olszówka – Stradunia (28 km) – Osobłoga (65,5 km) – Prószkowski Potok (40,8 km) – Nysa Kłodzka (181,7 km) – Oława (91,7 km) – Ślęza (78,6 km) – Bystrzyca (95 km) – Średzka Woda (326 km)– Cicha Woda – Kaczawa (98 km) – Ślepca – Zimnica – Dębniak – Biała Woda – Czarna Struga – Śląska Ochla – Zimny Potok – Bóbr (272 km) – Olcha – Racza – Neisse Lusacio (252 km) – Finow (13,7 km) – Gunica (32 km).

## Hidrometría
El relieve muy plano de las comarcas que atraviesa explica que el Óder cause a veces inundaciones catastróficas.
El régimen de precipitaciones varía aproximadamente dos veces en el año, con un caudal máximo de 783 m³/s en abril, cuando la nieve se derrite, y un caudal mínimo de 379 m³/s en septiembre).
| Caudal máximo mensual del Óder (en m³/s.) |
|                                           |

## Navegación

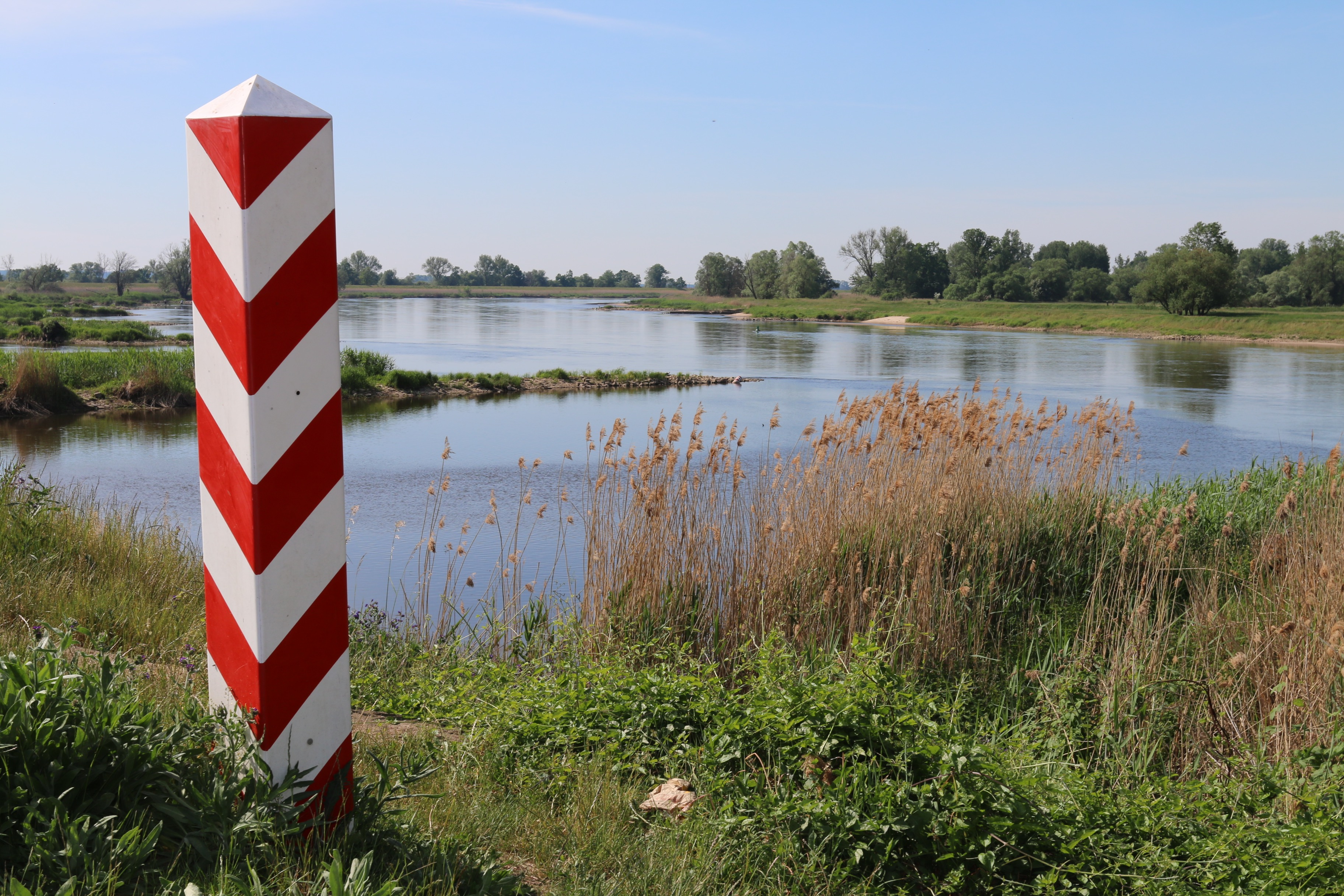
Límite Polonia Alemania en el apogeo de la ciudad Kostrzyn

El Óder es navegable en gran parte de su curso, llegando aguas arriba hasta la ciudad de Koźle, donde el río conceta con el canal de Gliwice. La parte aguas arriba del río se canalizó y permite el tráfico de barcazas más grandes (hasta la Clase CEMT IV) para navegar entre los sitios industriales de toda el área de Breslavia. Aguas abajo el río fluye libremente, pasando por las ciudades de Eisenhüttenstadt (donde mediante el canal Óder-Spree conecta con el río Spree en Berlín) y Fráncfort del Oder. Aguas abajo de Fráncfort, el río Warta permite una conexión navegable con Poznań y Bydgoszcz para barcos más pequeños. En Hohensaaten el canal Óder-Havel conecta de nuevo con los cursos de agua de Berlín.
Cerca de su desembocadura el Óder llega a la ciudad de Szczecin, un importante puerto marítimo de la región. El río alcanza finalmente el mar Báltico a través de la laguna de Szczecin, estando la desembocadura en Świnoujście.